# 도쿄 급행 전철 5000계 전동차 (2002년 도입)
도쿄 급행 전철 5000계 전동차 (2002년 도입)(일본어: 東急5000系電車 (2代))는 2002년 5월 2일에 영업 운행을 개시한 도쿄 급행 전철의 통근형 전동차이다.

## 개요
노후화·진부화가 진행된 8000계·8500계 등의 교체를 목적으로 2002년에 도입이 개시되었다. 덧붙여 본 계열은 1954년부터 1986년까지 운용된 초대 5000계와 구별하기 위해 '신 5000계'라 불리기도 한다.
'사람과 친환경 차량'을 컨셉으로 배리어 프리화를 위해 홈과 바닥의 문턱을 줄이고 일부 손잡이의 높이를 낮췄다.
환경의 배려로는 주요 기기를 3000계를 기반으로 대용량화하여 대수를 절감하고 소음 저감을 도모하였다. 소비 전력량은 8500계와 비교해 약 4할 감소했다.
동일본 여객 철도(JR 동일본) E231계 전동차 등과 차체 부재의 공통화를 통해 이전 도쿄 급행 전철 메구로 선용으로 도입된 3000계와 비교하여 약 3할의 비용 저감이 시도되었다.
본 계열은 도쿄 급행 전철에서의 표준 차량으로 자리 매김하여 2002년 5월의 덴엔토시 선 도입을 시작으로 2003년 3월부터는 5080계로 칭하여 메구로 선, 2004년 4월부터는 5050계로 칭하여 도요코 선에 도입되었다. 편성당 차량수는 5000계는 10량 편성(일부 8량 편성), 5080계는 6량 편성, 5050계는 8량 편성과 각각의 노선에 맞춘 차량수로 되고 있다.
2005년 2월부터 아침 러시아워의 혼잡을 완화하는 것을 목적으로 덴엔토시 선용의 5000계에 6도어 차량의 도입이 개시되었다. 6도어 차는 1량당 출입문 수를 지금까지 측면 4곳에서 6곳으로 늘려 승하차 시간을 단축하고 혼잡시에는 좌석을 격납할 수 있도록 한 차량이며 시부야 역의 계단에 가까운 5호차와 8호차 2량에 삽입되었다. 6도어차는 2009년까지 5000계 17편성에 편입되면서 아침러시 상행 급행·준급행 열차는 모두 6도어 차량이 충당되게 되었다. 그러나 새로운 혼잡 완화를 목표로 2009년 중에 5000계 14편성에 대해 1편성당 6도어 차량이 2량에서 3량으로 증결되었다.
본 계열 도입에 따른 구형 차량의 교체가 진척된 결과 보수비·전력비 삭감과 소음 저감 효과가 얻어졌다. 또한 도요코 선에서는 5050계의 도입으로 2006년 9월 25일의 다이아 개정 이후 중·고속 영역의 성능만큼 8000계와 8590계를 하루중의 운용에서 전면 폐지하여 표정 속도 향상을 실현했다.

## 설명

### 본 계열 탄생의 배경
도쿄 급행 전철의 주력 차량인 8000계 및 8500계는 신조 당시 비용이 높았기 때문에 당초에는 제조 후 40년부터 50년 정도의 기간으로 사용할 예정이었다. 실제로 제조에서 20년부터 30년을 경과한 노후화 및 진부화가 진행되었기 시작했기 때문에 1992년부터 개수 공사를 실시하고 있었다. 그런데 8500계 2량에서 제어 장치 및 주전동기의 개수를 시험적으로 실시한 결과 잔존 수명을 감안한 경우 개수는 합리성이 없다는 판단에 의해 결국 이 2량만 개수가 중지되었다. 그 때 문제가 된 다른 관점으로는 개수 공사만으로는 설계의 진보를 반영한 경량화가 힘든 일도 있었다.
당시 JR 동일본에서는 일본국유철도(국철)에서 넘겨받은 노후된 대량의 차량을 신속히 교체하기 위해 『중량 절반 가격반 수명반』을 목표로 한 209계를 도큐 그룹의 도큐 차량 제조 등과 공동으로 개발하여 1993년부터 투입하기 시작하고 있었다. 한편 도큐에서도 메구로 선에 1999년부터 운행을 시작한 3000계에서는 차체 구조 등 일부 209계를 참고한 설계가 채택되었다.
본 계열에서는 이것을 한층 더 추진해 209계의 개량 버전인 E231계 사이에서 주로 구체 설계의 공통화가 도모되었다. 덧붙여 본 계열은 주요 기기가 3000계의 것이 베이스가 되어 있으며 E231계를 기반으로 한 타사의 전동차(주요 기기까지 본뜬 사가미 철도의 10000계, 도쿄 도 교통국(도에이 지하철) 신주쿠 선용 10-300형·10-300R형)과 비교하면 독자적인 색깔이 강하다.
본 계열은 3000계에 비해 약 3할의 제조 비용 절감을 실현했다. E231계와 공통화에 가세하여 대량 투입에 의해 양산 효과도 얻었기 때문이었다. 덧붙여 본 계열의 설계는 2003년 9월에 일본 철도 차량 공업회가 제정한 통근·근교 전동차의 표준 사양 가이드 라인에 준거하고 있다. 다만 후에 서술하는 것처럼 5000계 5101F뿐만 정밀 치수가 다르다.
본 계열의 도입 비용은 기존 차를 개수한다고 가정한 경우의 비용과 비교했을시에도 여전히 고액이긴 했으나 그 차액은 약 20년 동안 회수 가능한 것이었다. 본 계열에서는 기기의 집약, 차체 경량화가 도모되고 있어 개수의 경우보다 보수비 및 전력비가 감축되기 때문이다.
본 계열의 투입에 의해 8000계와 8500계의 대규모 보수 공사는 중단됐고 서서히 폐차가 진행되었다.

### 차체
E231계를 기본으로 한 20m급 차체 4도어 구조의 경량 스테인레스 차체이지만, 차체 폭에 대해서는 지하철 노선 직결 운행을 위해 차체 확장 없이 2,770mm로 한다. 또한 차량 바닥 높이를 3000계의 1,150mm보다 20mm 낮은 1,130mm로 승강장과의 단차를 해소했다.
전면 형상은 운전대 부분을 차체 중심 부분까지 확대하여 비상 탈출구를 전면에서 왼쪽으로 이동시킨 9000계 이후의 좌우 비대칭 구조로 되어 있다. 19mm 두께의 충돌주 및 6mm 또는 4.5mm 두께의 스테인레스 스틸로 구성하고 이를 FRP 성형품으로 덮은 구조이다. 전면 모퉁이 주부에는 후퇴각이 설치되고 또한 전후 방향으로 완만한 경사를 마련한 구조를 채택함에 따라 전면이 일직선이었던 기존의 차량과 비교하여 지하 역 진입시의 열차풍을 감소시켰다. 비상 탈출구는 플러그 도어식으로 차내 측 이면에 비상 사다리를 설치하고 있다.
차체 단면은 차량한계, 공법과 광폭의 홈통 관계로 프레임부에서 위로 올라갈수록 약간 안쪽으로 기울어 있다. 바닥 밑 기기는 기본적으로 차체 횡방향 대들보에 직접 매다는 방식으로 기기를 매다는 틀을 폐지하여 경량화를 꾀하고 있다. 일부 차량의 바닥 밑 측면에는 비상용의 접이식 계단을 설치했다.
출입문 간격은 5101F에서는 3,500mm(E231계는 3,640mm)로 했지만, 5102F이후는 '통근·근교형 전동차 표준 사양 가이드 라인'에 준거한 3,520mm로 설계 변경되었다. 차체 폭은 5101F가 3000계까지의 기존 차량과 같은 2,770mm인데 반해, 5102F이후 및 5080계는 2,778mm, 또한 5050계는 도요코 선에서 축소 한계를 채용하여 건축한계와 차량한계의 간격을 190mm로 해서 차량한계 폭을 2,820mm로 확대한 후 2,798mm로 작지만 확대되고 있으며 정원도 증가하고 있다.
차량 외부의 차량 번호(이하 '차번'라 함)표기 및 호차패는, 기존 차량에서는 스테인레스 에칭 판자 방식이었던 것을 스티커식으로 변경하면서 호차패 받침도 폐지되었다. 5000계와 5050계의 차량 측면 표시등은 1-5차 차량에서는 당초 2기의 백열 전구를 세로로 늘어놓은 전구식이었다. 이것은 LED의 경년에 따른 밝기 저하를 피하기 위한 조치였지만, 6차 도입분 이후로 5080계에서는 LED자체의 장수명화가 도모되면서 LED식으로 변경되었다. 5차 도입분 이전의 편성에 대해서도 2007년 7월부터 같은 해 9월에 걸쳐 차량 측면 표시등의 LED화가 실시되었다.

### 실내
실내는 E231계를 기본으로 한 올 롱시트 사양이지만, 객실 내부는 E231계와 달리 페이퍼 허니콤재에 알루미늄판과 높은 경도의 아트텍 데코라 화장판자를 붙인 복합 재료를 사용한 것을 새로 설계했다. 또한 각 계열에서 적리수의 높이나 배색 등이 달리 배색은 5000계에서는 파란색 계열, 5050계에서는 파스텔풍, 5080계에서는 3000계에서 계승한 로즈계로 했다.
승객용 출입문 상부에는 도큐 최초의 액정 디스플레이식 안내 장치가 설치되어 TIP(Train Information system for Passenger)에 의해 제어된다. 5101F에서는 디스플레이를 1기만 설치하여 주행 중에는 풍경을, 역에 접근할때는 도착역과 환승 안내를 표시하고 있다. 5102F 이후로 5050계 및 5080계 5183F 이후에서는 디스플레이가 2기로 증설되어 좌측 화면에서는 'TOQ 비전'으로 통상은 주로 CM을 방영하고 비정상시에는 노선도를 지장 구간의 표시도 하고 오른쪽 화면에서는 보통 다음 정차역 환승 안내, 출입문 개폐 방향, 역 승강장 시설 안내 등을 표시하고 비정상시에는 문장으로 정보를 표시한다. 5101F에 대해서도 그 후의 한조몬 선 연장과 직결 운행 구간 확대 시기의 2003년 2월부터 3월에 걸쳐 디스플레이의 2기화가 실시되고 다른 편성과 사양이 통일되었다.
측면 승객용 출입문은 1-5차 도입분에서는 E231계와 동일한 접착식 단판창 출입문을 채용하고 살내 측은 스테인리스 무도장 마감이다. 6차 도입분 이후에는 출입문창이 복층화되어 실내 측은 화장판이 마감으로 변경되었다. 양 자 외관상 창문 주변의 형상이 다르다. 출입문 구동 장치는 3000계와 같은 벨트 구동에 의한 공기식이며 호폐 기구를 탑재한다. 연결면 관통문은 E231계와 동일한 경사식이 채용되었다. 출입문 차임은 세타가야 선용 300계에서 채용한 것과 유사한 개폐시 단음이 2번 나면서 진동하는 타입이다. 또한 5080계 5181F·5182F만은 3000계와 동일한 출입문 차임을 탑재한다.
측면 창은 E231계와 거의 공통인 열선 흡수·UV컷 유리를 사용하고 커튼 설치를 생략했다. 차량 단부는 고정식의 단창·출입문 사이는 하강 창과 고정 창의 유닛식이다. 코스트 다운·소음 저감을 위해 처면 창은 폐지했다.
일부(손잡이 봉과 손잡이 봉의 중간 위치)의 손잡이는 3000계에 이어 유니버설 디자인의 일환으로 저신장의 여성이나 어린이, 고령자가 잡기 쉽도록 기존보다 설치 위치를 100mm 낮게 하고 수량도 늘리고 있다. 현재 우선석부의 손잡이는 오렌지 색의 것으로 교체되어 이 부근의 벽에는 오렌지 색의 스티커가 붙어 있다. 조명은 덮개 없는 형광등이다. 선반은 E231계의 중간 구성과 다른 기존 도큐의 각 계열과 마찬가지로 철망으로 구성되어 있다. 설치 높이는 3000계보다 20mm 낮은 1,730mm로, 짐을 싣고 내림을 용이하게 하고 있다.
좌석은 3000계와 공통의 1인당 폭을 450mm로 한 편측식 버킷 시트이나, 2003년도 이후에 도입한 차량은 E231계와 거의 공통으로 착석면에 S용수철의 쿠션이 들어간 것으로 안락성을 개선했다. 7인 좌석부에서는 스텐션 폴(세로 손잡이 봉)을 2개 설치했다. 각 계열 모두 편성 중 2곳에 휠체어 스페이스를 설치하고 이곳에는 벽면 매립 난방기와 비상 통보 장치가 있다.
공조 장치는 통근용 차량으로서는 최대 성능인 61.05kW(52,500kcal/h)의 집중식 공조 장치를 탑재했다. 이 장치는 3000계 3013F에서 시험한 장치를 기본으로 한층 더 개량한 것으로 히트 펌프에 의한 냉동 사이클과 전열 히터에 의한 난방과 제습 운전도 가능하다. 공조 장치는 미쓰비시 전기제와 히타치 제작소제의 것이 존재하고 기본적으로 차번 말미가 홀수인 편성은 미쓰비시, 짝수 편성은 히타치로 알려져 있었으나 일부는 예외도 생기고 있다. 보조 송풍기는 라인데리아를 채용하고 차내 천정부의 레일 방향으로 1량당 10대 설치되어 있다.
정원 일람표
|                                 | 선두차             | 중간차             | 중간차                                    | 중간차             |
| ------------------------------- | ------------------ | ------------------ | ----------------------------------------- | ------------------ |
| 기준                            | 선두차             | 좌석 수납시        | 휠체어 스페이스・ 프리 스페이스 설치 차량 |                    |
| 5000계 1차 도입분               | 140명 (좌석 48명） | 151명 (좌석 54명） |                                           | 152명 (좌석 51명） |
| 5080계・ 5000계 2차 도입분 이후 | 141명 (좌석 48명） | 152명 (좌석 54명） |                                           | 152명 (좌석 51명） |
| 5000계 6도어차                  |                    | 155명 (좌석 30명） | 154명 (좌석 0명）                         |                    |
| 5050계                          | 142명 (좌석 48명） | 153명 (좌석 54명） |                                           | 154명 (좌석 51명） |

실내의 모습

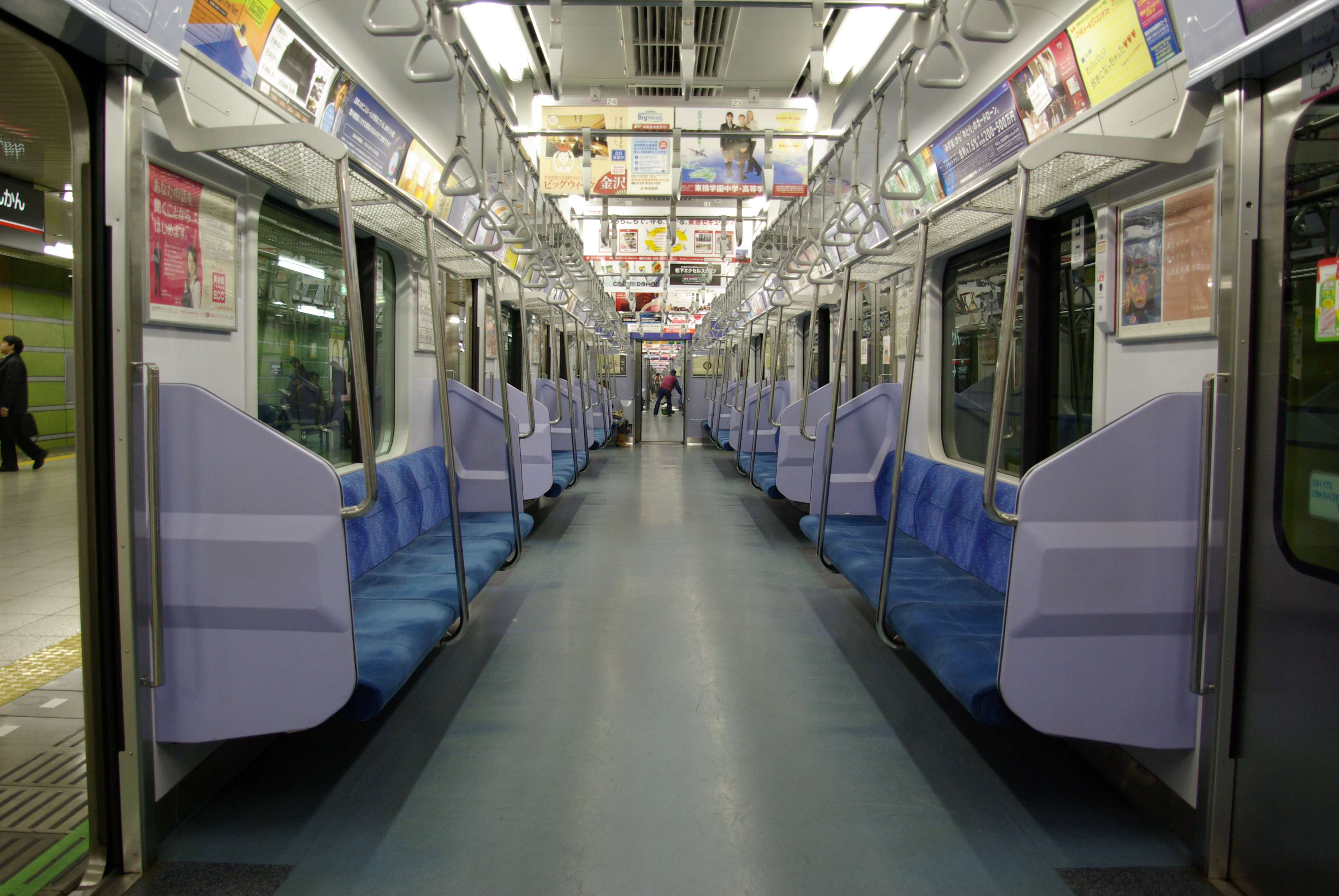
5000계 실내 (2차 도입분 데하 5302)
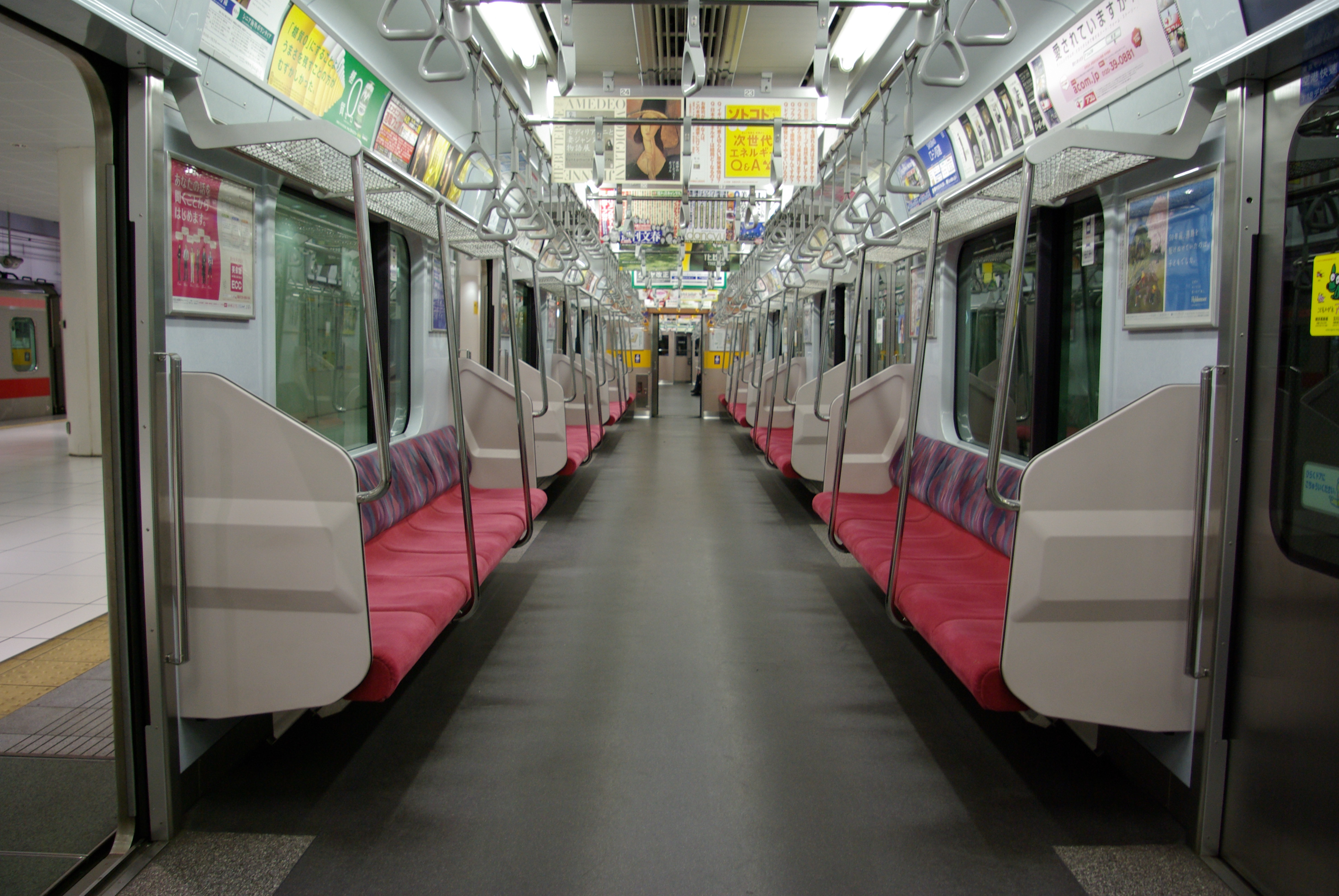
5050계 실내 (4차 도입분 데하 5755)
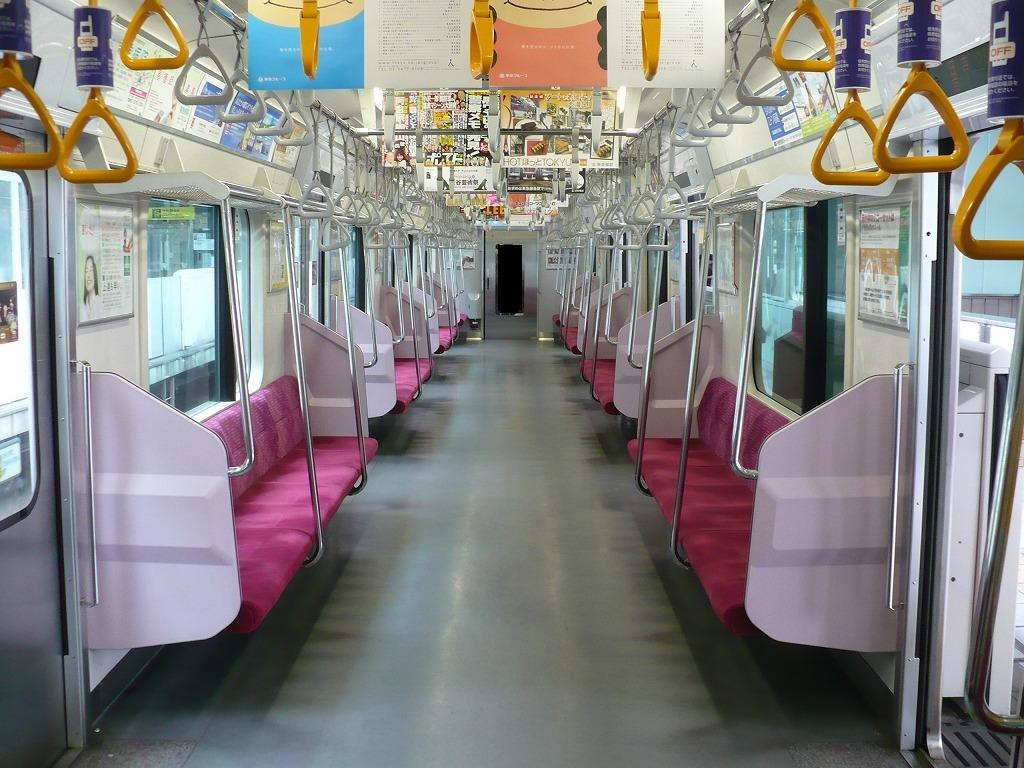
5080계 실내 (1차 도입분 5181F)

차내 안내 표시기

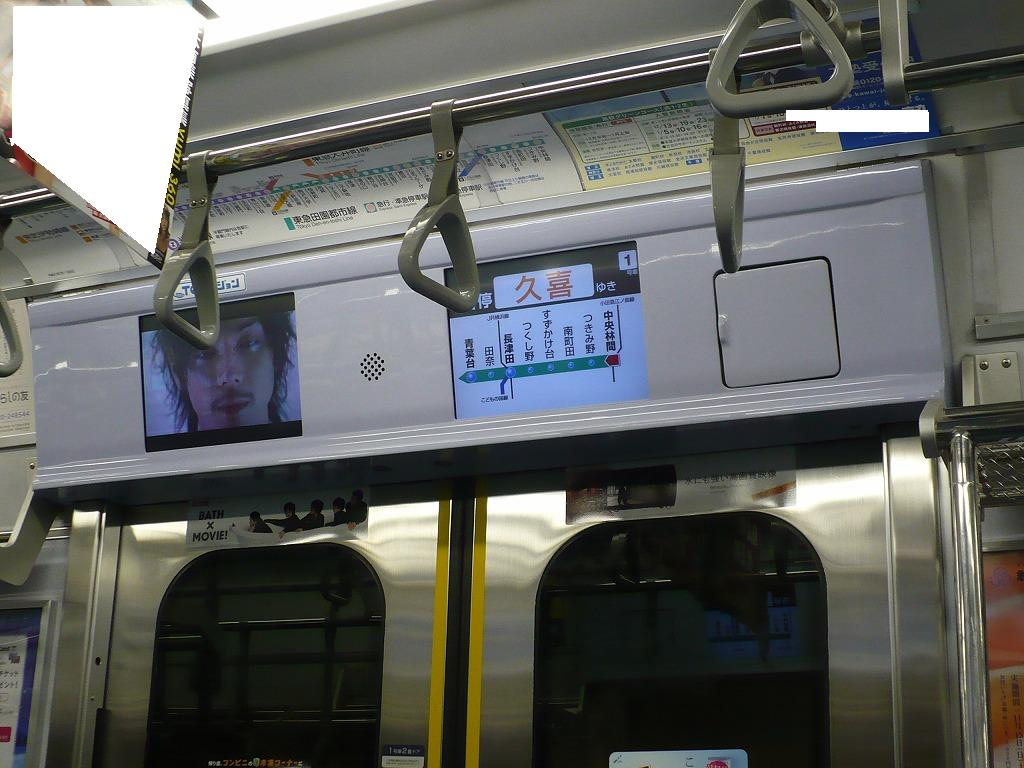
5000계의 LCD식 안내 표시기
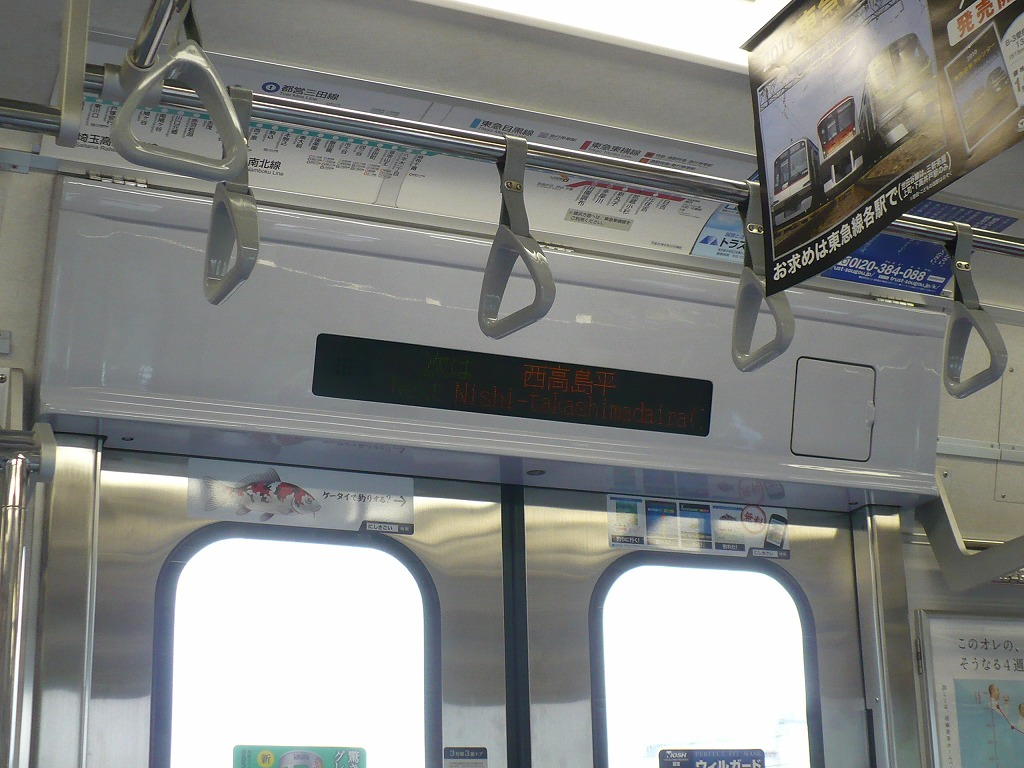
5181F의 LED에 의한 안내 표시기
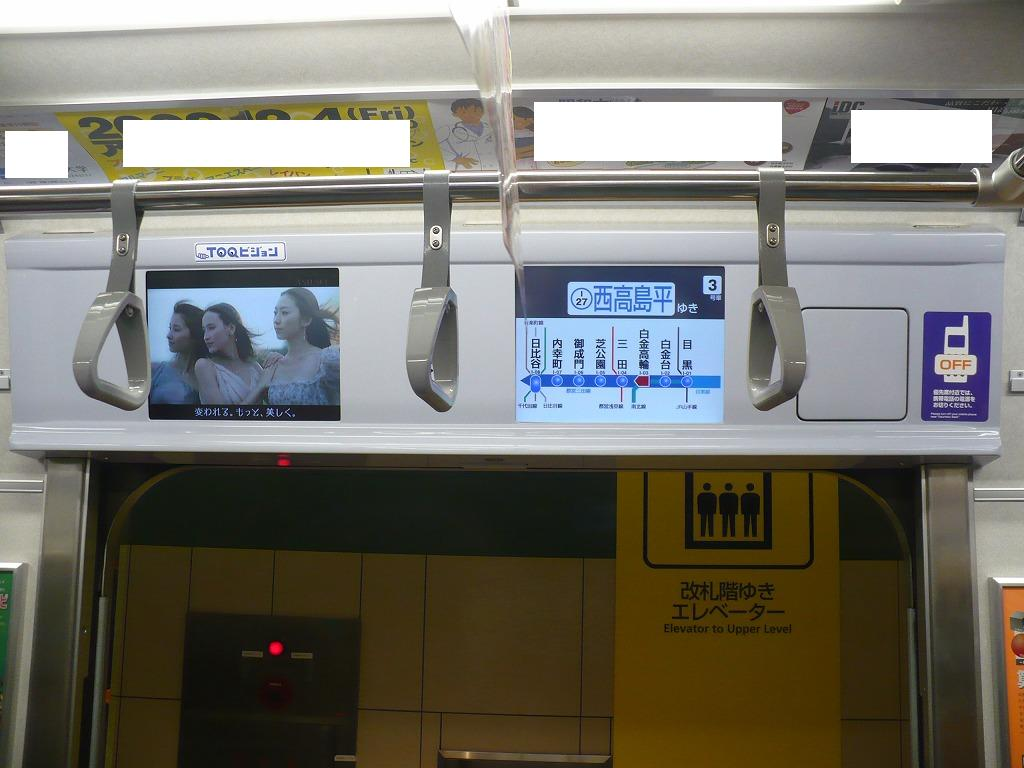
후기 차량인 5185F의 LCD식 안내 표시기
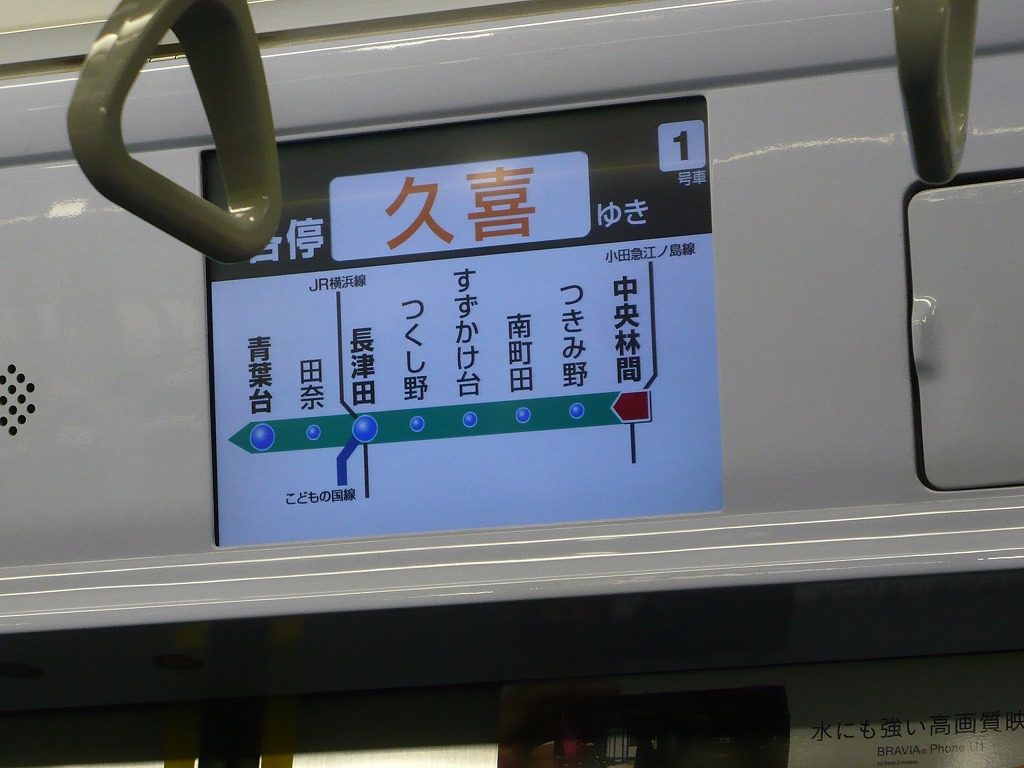
5000계의 안내 표시 화면 사례
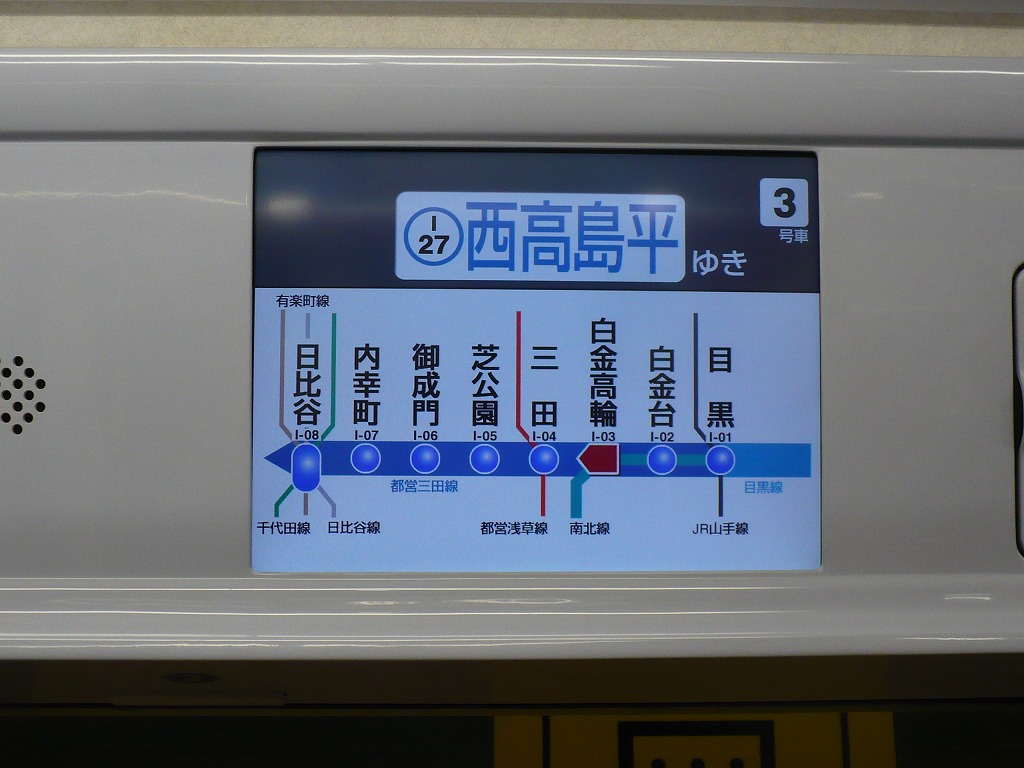
5080계의 안내 표시 화면 사례. 도에이 미타 선내에서의 표시
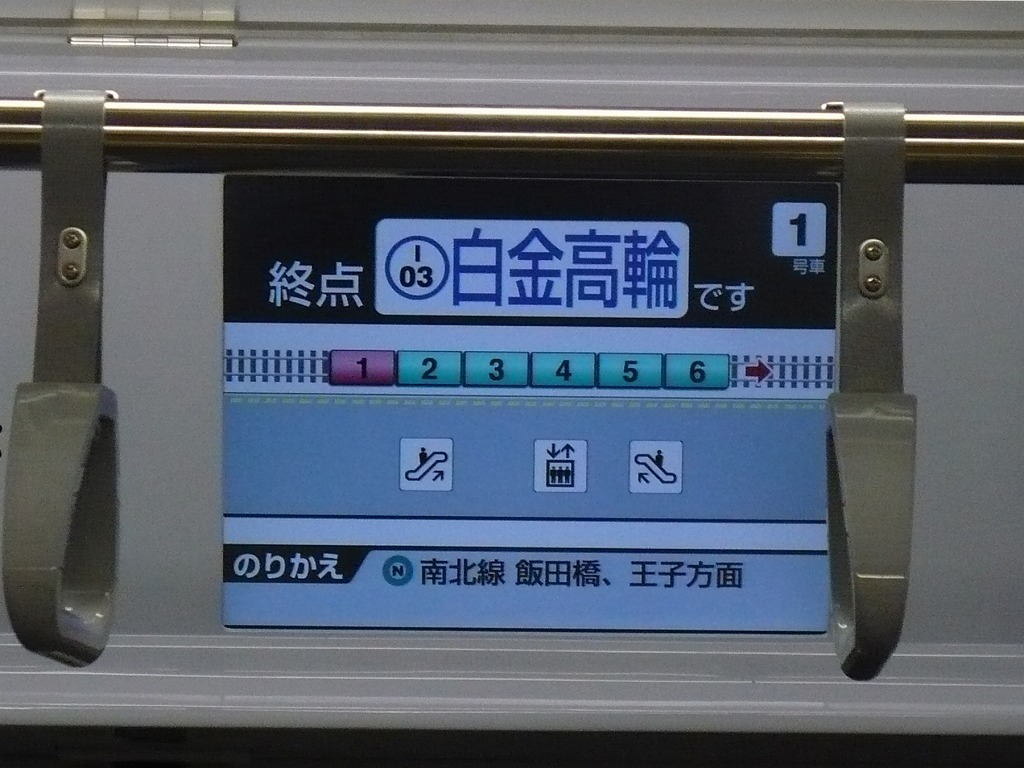
5080계의 안내 표시 화면 사례. 역의 계단 위치 등도 표시된다
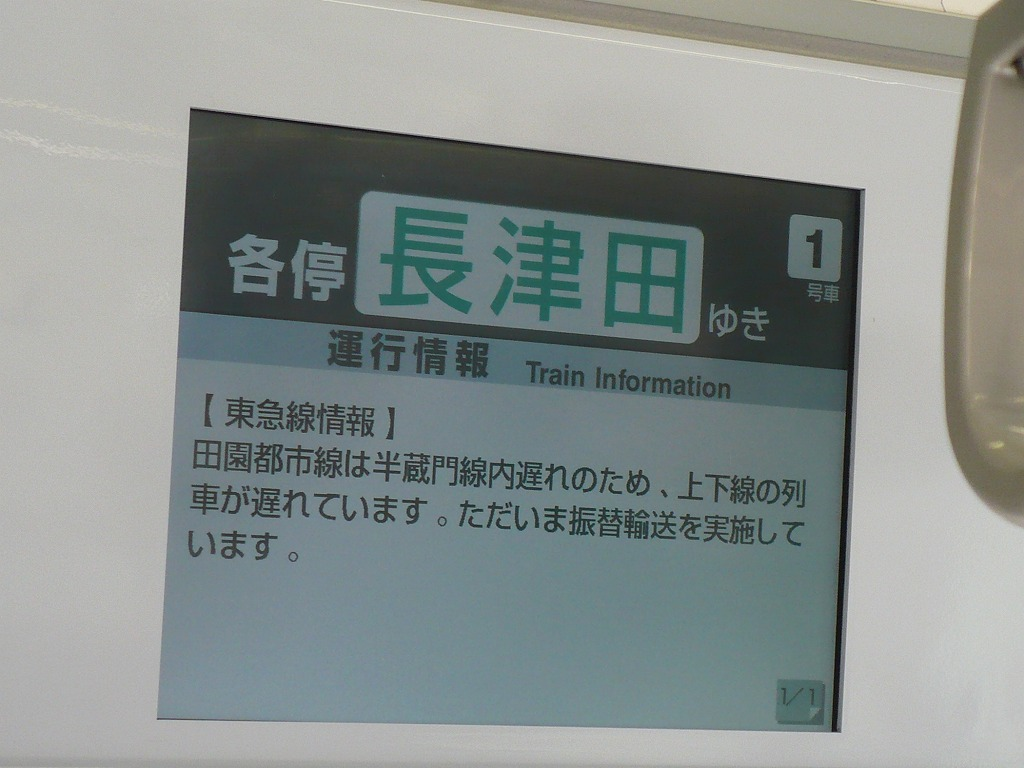
운행 지장시에 전달되는 운행 정보 화면 사례

### 승무원실
승무원실 내부 및 운전대 패널은 3000계에 준하며 모두 짙은 회색의 배색으로 하고 있다. 깊이는 5000계에서는 1,505mm 이나, 5050계·5080계에서는 1,605mm로 100mm 확대되고 있다.
마스터 컨트롤러(주간 제어기)는 데드맨 부가 T자형 원핸들식으로 지정의 속도 영역에서는 'P3' 혹은 'P4' 위치에서 'P2'(역행 2단) 위치에 핸들을 되돌리는 것으로 정속제어가 가능하다. 그때 운전대 모니터에 '정속'이라고 표시된다. 속도계는 아날로그(백지)식으로 120km/h 풀스케일 표시 사양이다.
차장 스위치는 5000계 5114F까지는 기계식이었지만 5115F이후로 5050계는 당초부터 간접 제어식(릴레이식), 5080계에서는 전기식에서 횡방향 버튼(열림은 2버튼·닫힘은 1버튼)이다. 5101F-5114F도 나중에 간접 제어식으로 개수되었다.
운전실과 객실 칸막이에는 전면 창과 같은 배치로 왼쪽부터 큰 창과 승무원실 출입문창· 작은 창이 있다. 이 중 왼쪽 2장의 창에는 차광막이 설치되어 있으며 승무원실 칸막이 출입문 창은 개폐 가능한 창으로 되어 있다. 덧붙여 5080계에서는 직결 운행 협정에 따라 왼쪽 2장의 창에는 차광 유리를 사용하고 있으며 승무원실 칸막이 문이 전자 쇄정 대응으로 칸막이 문이 열리는 방향은 5000계·5050계에서는 객실에서 볼 때 왼쪽인데 비해 5080계에서는 오른쪽으로 되어 있는 점이 다르다.

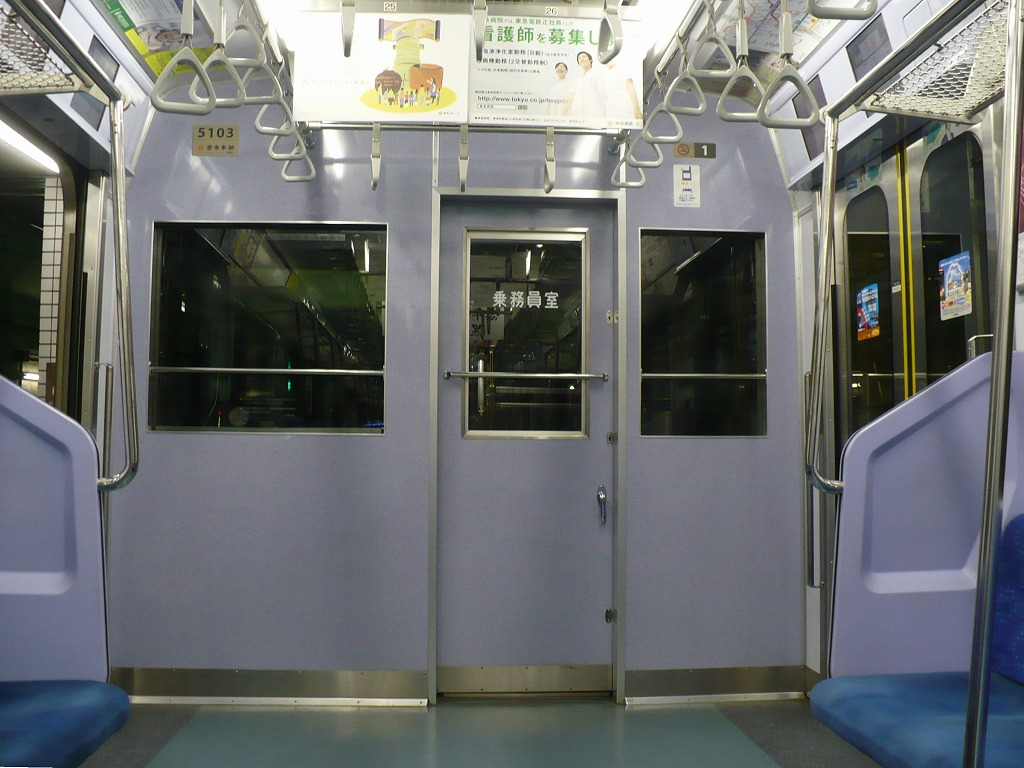
5000계의 승무원실 뒤쪽 칸막이 벽. 칸막이 문은 왼쪽으로 열림
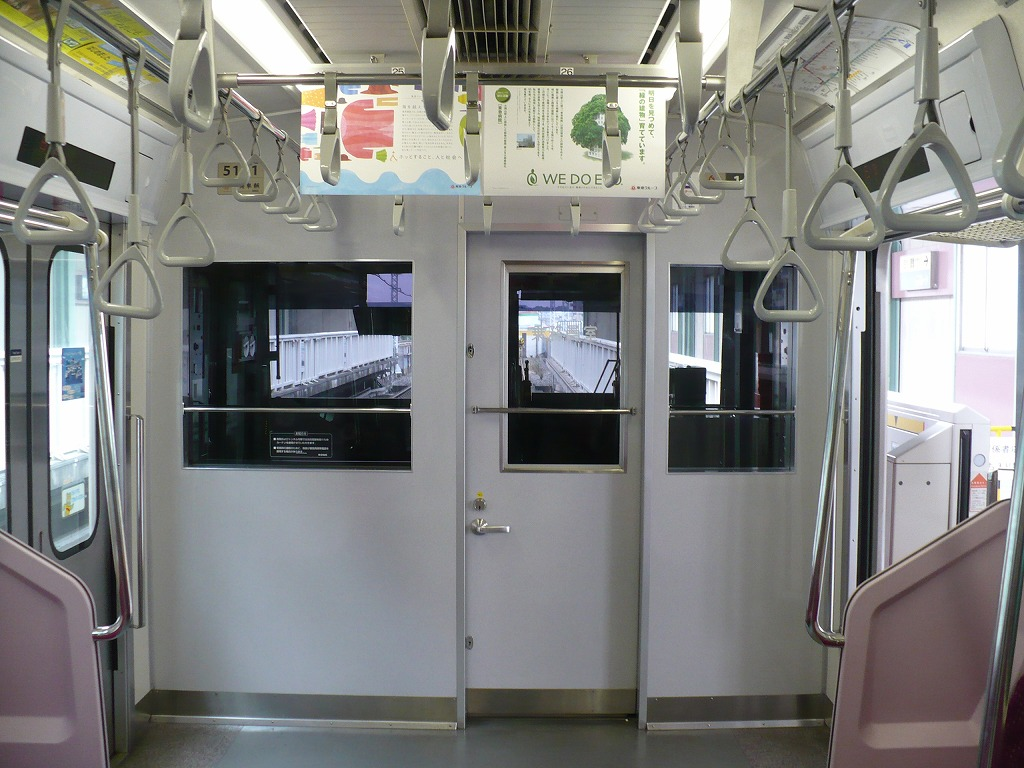
5080계의 승무원실 뒤쪽 칸막이 벽. 칸막이 문은 오른쪽으로 열림

차내 방송 장치는 메구로 선과 같은 음성의 자동 방송을 채용했다. 9000계나 2000계와 비교해 음질이 향상하고 영어 방송도 채용되어 그 후 기존 차량에도 소프트웨어 개수가 실시되었다.

### 주행 기기

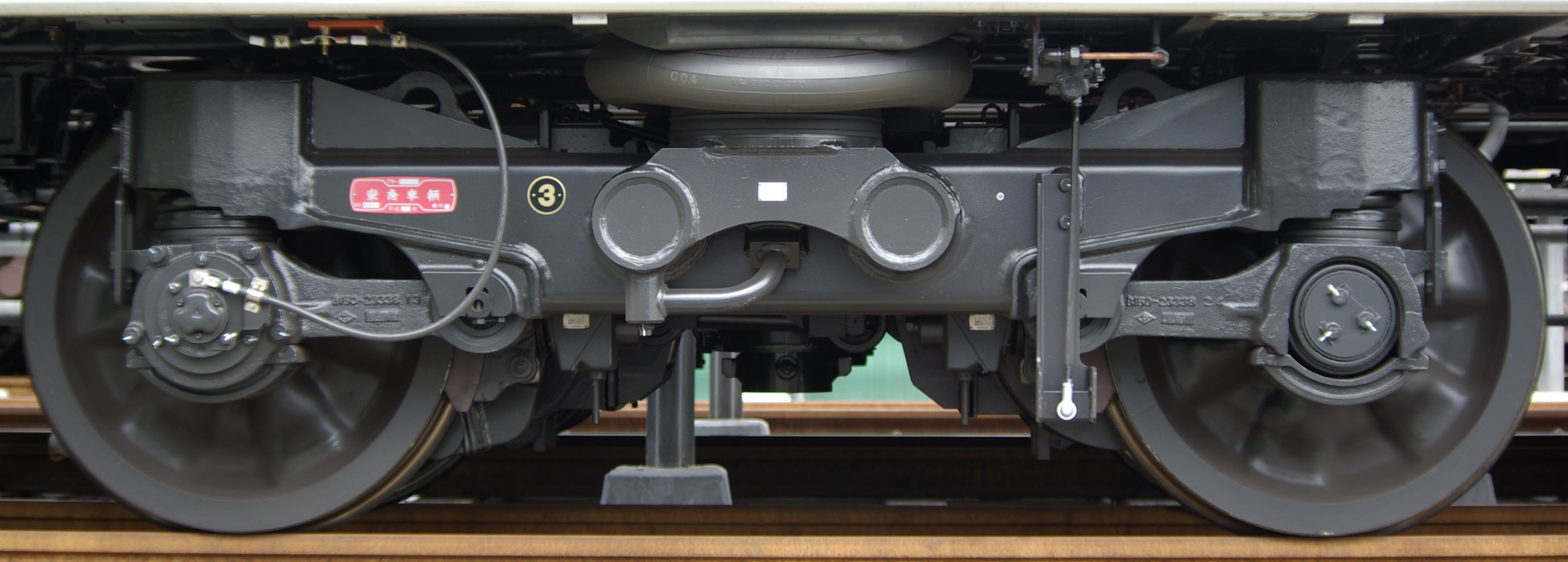
TS-1019A형 동력 대차
(6차 도입분 데하 5366)

제어 장치는 5000계·5050계에서는 주회로에 IGBT 소자를, 5080계에서는 IGBT와 비교했을 때 고압력·저손실화를 도모한 IEGT 소자(주입 촉진형 게이트 트랜지스터: Injection Enhanced Gate Transistor 정격 3,300V-1,200A)를 각각 사용한 VVVF 인버터 제어로 정지용 회생제동 외에 도큐에서는 첫 채용된 0km/h까지의 순전기제동을 탑재한다. 제조사는 계열에 따라 5000계·5050계가 히타치 제작소 제품 VFI-HR2820B/L이다. (1C4M 2군 제어 방법) 또는 VFI-HR1420H/W(동일한 1군 제어 방법), 5080계가 도시바의 SVF065-A0(1C4M 2군 제어 방법) 또는 SVF065-B0(동일한 1군 제어 방법)을 각각 탑재한다.

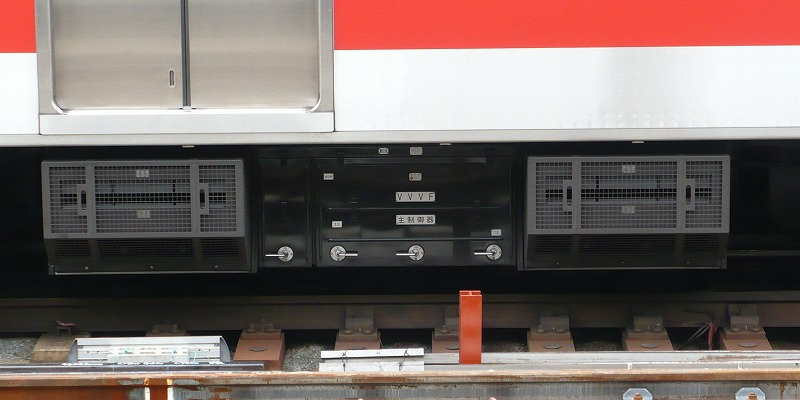
덴엔토시 선 5000계의 VVVF 주제어기 (VFI-HR2820B)
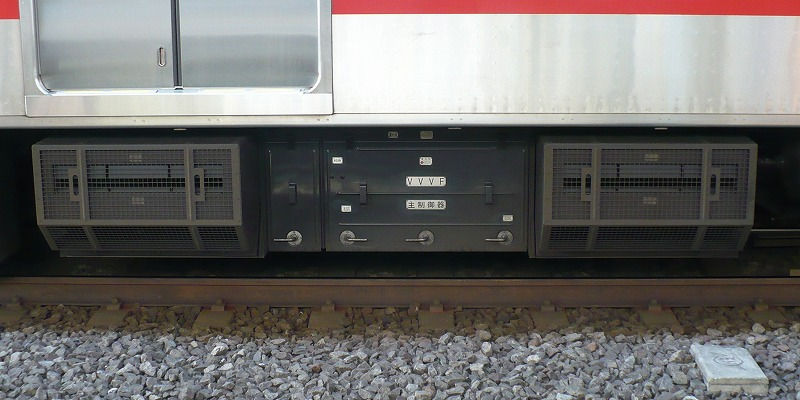
도요코 선 5050계의 VVVF 주제어기 (VFI-HR2820B)
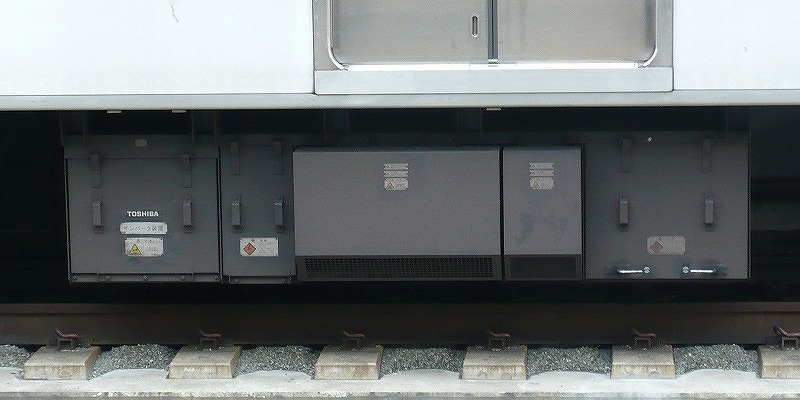
5000계의 도시바제 정지형 인버터 장치 (INV146-B)
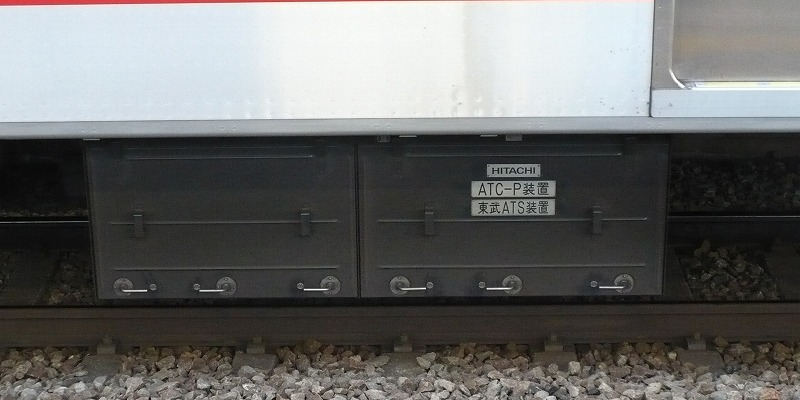
5000계 쿠하 5100형의 ATC-P장치/도부 ATS장치

주전동기는 3000계와 공통인 도요 전기 제조의 TKM-98또는 히타치 제작소의 TKM-99로 출력은 190kW이다. 기동 가속도는 3.3km/h/s(공차시 약 65km/h까지 일정), 감속도는 3.5km/h/s(상용 최대)·4.5km/h/s(비상제동·초속 120km/h에서 최대 감속도)이다. 5000계 도요코 선 배속 차·5050계(4000번대 포함)·5080계는 1인 승무 운행 대응을 하고 있어 TASC(정위치 정지 지원 시스템)과 ATO(자동 열차 운전 장치)를 탑재한다. 제동은 ATO및 TASC제어시에는 3000계와 마찬가지로 15단 제어로 하고 있는 것 외에 정지 정밀도 향상을 위해 대차 중계 밸브와 0km/h까지의 완전 전기제동을 채용했다. 또한 대차 중계 밸브는 5050계에서도 채용하고 있다.
대차는 볼스터리스 구조의 축량식 대차로 3000계와 동일한 것을 탑재한다. 형식은 TS-1019A(동력차용), TS-1020A(제어차·부수차용)이다. 제동은 유닛 제동을 사용하고 있다.
공기압축기(CP)는 저소음에 마모 부분이 없는 스크루식의 장치를 탑재했으며 박스에 탑재하여 소음을 저감시키고 있다. 보조 전원 장치는 IGBT 소자를 이용한 정지형 인버터(SIV)이며 3000계 210kVA에서 250kVA로 대용량화를 도모하고 10량 편성도 대수를 2대로 늘렸다. 6량 편성의 5080계에서는 소프트웨어 제어에 의한 210kVA로 출력을 억제하고 있다.
탑재 기기는 차량 정보 장치(TIS)에 의해 집중 관리·제어되고 있어 고장시 승무원의 신속한 대응, 수선시의 작업성 향상 등을 도모하며 메인터넌스 프리화를 꾀하고 있다. 또한 제어 전송을 실시하는 것으로 차내 배선의 삭감과 경량화 등에 공헌하고 있다.
어느 계열도 보안 장치인 ATC장치 본체(5000계 도요코 선 배속차·5050계(4000번대 포함)·5080계는 ATC/ATO장치)는 상행 선두차에 탑재되었으며, 하행 선두차에 증폭기를 탑재하여 양 선두차량을 TIS로 전송하는 시스템을 채용하고 기기의 집약화·경량화를 꾀하고 있다. 게다가 5050계·5080계는 ATC의 부가 기능 때문에 정보 전송 장치를 장착하여 양 선두차에 출입분 개폐 제어 전환 장치를 탑재하고 있다.

### 파생 모델
본 계열의 도입과 병행하여 도쿄 급행 전철 도큐 다마가와 선·이케가미 선·오이마치 선 및 도쿄 급행 전철로 운행하고 정비를 위탁하고 있는 요코하마 고속 철도 미나토미라이 선에 본 계열을 기반으로 한 차량이 도입되고 있다.
- 도쿄 급행 전철 7000계 전동차 (2007년)(2007년 등장, 도큐 다마가와 선·이케가미 선용)

## 계열별 설명
아래는 2010년 10월 1일 시점의 상황이다.

### 5000계

#### 개요
- 운용 노선, 소속: 덴엔토시 선(나가쓰타 검차구 소속), 도요코 선(모토스미요시 검차구 소속)
- 영업 운행 개시일: 2002년 5월 2일
- 재적수: 212량[25](10량 18편성, 8량 4편성)
  - 5118F·5119F·5121F·5122F는 8량 편성으로 도요코 선에서 운용되고 있다[26][27][25].
- 보안장치
  - 덴엔토시 선 운용 차량: 신CS-ATC, 도부형 ATS(TSP)
  - 도요코 선 운용 차량: ATC-P, 신CS-ATC, ATO, 도부형 ATS(TSP), 세이부형 ATS
- 영업 최고속도: 110km/h
- 노선 색: 덴엔토시 선 운용 차량■(라이트 그린), 도요코 선 운용 차량■(분홍색)
- 종별 표시기(6도어차는 종별·행선 표시기를 탑재하지 않는다)
  - 5101F-5106F·도요코 선용 일부 부수차: 필름막식
  - 5107F-5122F: 풀컬러 LED식
- 행선 표시기
  - 5101F-5106F·도요코 선용 일부 사하: 3색 LED식
  - 5107F-5122F: 백색 LED식
- 안내 표시: 15인치 LCD(TIP)를 각 출입문 위에 2대 탑재.
- 3.9호 차에는 휠체어 공간, 2.4-8호 차에 프리 스페이스[28]를 설치.
- 도쿄 지하철(도쿄 메트로)한조몬 선, 도부 철도 이세사키 선·닛코 선 노선 연장 대응
- 노선 연장 구간인 도쿄 메트로 한조몬 선 및 도부 철도 선에서도 자동 안내 방송을 사용하고 있다.
- 제조 당초부터 도부형 ATS및 도부 선용의 종별·행선지 표시를 갖추고 있어 도부 선으로의 직결 운행 준비는 이루어지고 있었다.
- 본 계열은 2007년도 이후 3년간 덴엔토시선에 250량을 차례차례 도입할 예정이었는데[29] 세계 금융 위기의 영향이나 도요코 선의 후쿠토신선 직통에 대응한 도요코 선 차량의 대체를 우선했다는 이야기가 있으며, 2006년도 이전에 취역한 차량을 포함해도 덴엔토시선 전용 도입분은 180량에 머물고 있다.

|           |            | ← 미나미쿠리하시・구키・오시아케・시부야주오린칸 → |      |      |           |           |      |      |           |      |      |
| 호차      | 호차       | 1                                                  | 2    | 3    | 4         | 5         | 6    | 7    | 8         | 9    | 10   |
| 형식      | 형식       | 5100                                               | 5200 | 5300 | 5400      | 5500      | 5600 | 5700 | 5800      | 5900 | 5000 |
| 차종 구성 | 5101F      | Tc2                                                | M3   | T3   | M2        | M1        | T2   | T1   | M2        | M1   | Tc1  |
| 차종 구성 | 5102F 이후 | Tc2                                                | M2   | M1   | T3N 6도어 | T2N 6도어 | M2   | M1   | T1N 6도어 | M3   | Tc1  |

#### 6도어 차량
덴엔토시 선은 승하차 시간 단축과 혼잡 완화를 위해 2005년 2월 14일부터 5104F를 시작으로 6문·좌석 고정 차량을 도입하여 혼잡이 격렬한 아침 러시아워의 급행에 투입했다. 6도어 차량의 연결 위치는 시부야 역에 계단과 에스컬레이터가 설치되어 있는 관계로 특히 혼잡한 5.8호차 2량이다.
2008년도까지 5000계 편성 중 17개 편성에 6도어차를 함께 조성하여 아침 러시아워의 급행·준급행 15편에 6도어 차량을 투입했다. 다이아그램 면에서도 2007년 4월 5일부터 아침 러시아워의 급행을 준급으로 일부 변경하는 등 급행으로의 승객 집중을 완화하는 대책을 실시한 후 2009년 6월 개정으로 조성 열차는 급행·준급행 14편으로 했다. 2009년 10월 23일 시점에서는 그 중 12개 편성이 6도어차 3량 연결 편성으로 운행되고 있다.
2009년 4월 이후 6도어차를 4호차에도 연결하여 1편성당 3량으로 늘린 편성을 순차적으로 도입했다. 2009년 4월에 1편성 도입되어 같은 해 12월까지 모든 6도어 차량 연결 편성을 1편성당 3량으로 할 예정이었지만 2009년 12월 25일 시점에서는 5105F-5117F·5120F의 14개 편성이 6도어차 3량 연결, 5121F가 6도어차 2량 연결이 되고 있다. 또한 5102F-5104F의 3개 편성은 전체 차량 4도어차로 조성이 변경되었다.
2010년 6월에는 15개 편성이 6도어차 3량 연결되고, 5121F는 6도어차를 뺀 8량 편성으로 2010년 6월 20일에 도요코 선에 전출되었다. 그 뒤 5104F는 5121F에서 빠진 6도어차 2량으로 새로이 생산된 1량과 함께 6도어차 3량 연결로 변경되었다. 또한 이 변경으로 잉여 4도어차는 도요코 선용으로 전용되어 있다.
- 좌석은 접이식으로 되어 있기 때문에 주오린칸 역에서 한조몬 역까지 좌석을 격납해 운행하고 해당 역을 발차한 시점에서 잠금이 해제되어 좌석을 꺼내 사용할 수 있다[32]. 6도어차를 조성한 편성에는 6도어차 조성의 뜻을 인식하는 스티커(6DOORS)를 선두차의 앞면과 해당 6도어 차량의 승객용 출입문 상부에 부착하고 있다. 이 스티커는 JR 동일본에서 사용 승낙을 얻어 205계 등의 6도어 차량에 부착된 스티커와 동일 디자인의 것을 채용했다.
- 6도어차의 내부는 표준의 4도어 차량과 크게 다르다. 승객용 출입문 사이 쪽창은 기다란 형상의 개폐 가능 창이며 선반은 좌석 수납시에도 승객이 머리를 부딪치지 않도록 약 1.9m 높은 위치에 있다. 또한 좌석 수의 감소에 따른 좌석 아래 히터 수 감소를 보충하기 위해 바닥 난방 시스템을 채용하고 있다. 다른 손잡이의 설치수가 증설되어 좌석 앞의 통로 중앙에는 완충용으로 고무로 지지되는 스탠션 폴(손잡이 봉)이 5개 설치되어 있다.
- 6도어 차량 도입에 따라 일부 차량을 개번하는 동시에 개편을 실시하여 편성에서 제외된 4도어차는 신조한 편성에 포함되었다. 그 때문에 종별·행선 표시기가 종별 표시막식/행선 표시 3색 LED식 차량과 종별 표시 풀컬러 LED식/행선 표시 백색 LED식 차량이 각각 혼재하는 편성이 존재한다. 후년에 편성내의 6도어차를 3량으로 증결한 것에 따라 다시 개편이 실시된 결과 혼재 편성은 도요코 선 전출분에만 존재한다.

- 2017년부로 6비차는 모두 폐차되었다.

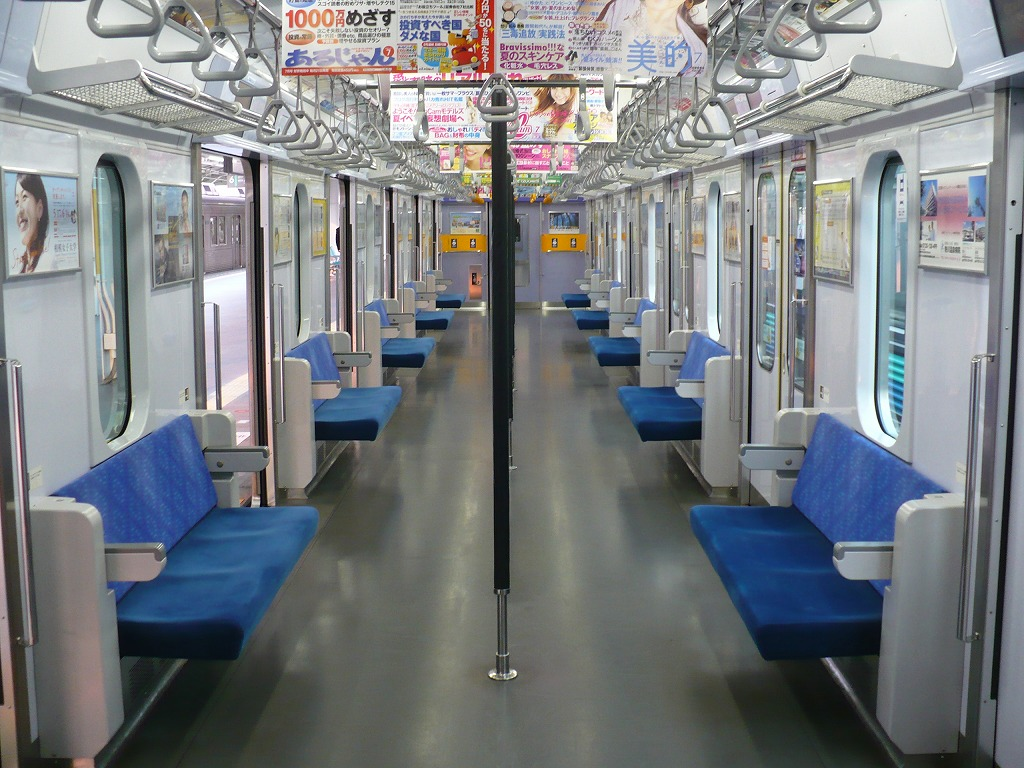
6도어차 내부. 중앙에 서있는 것은 스탠션 폴
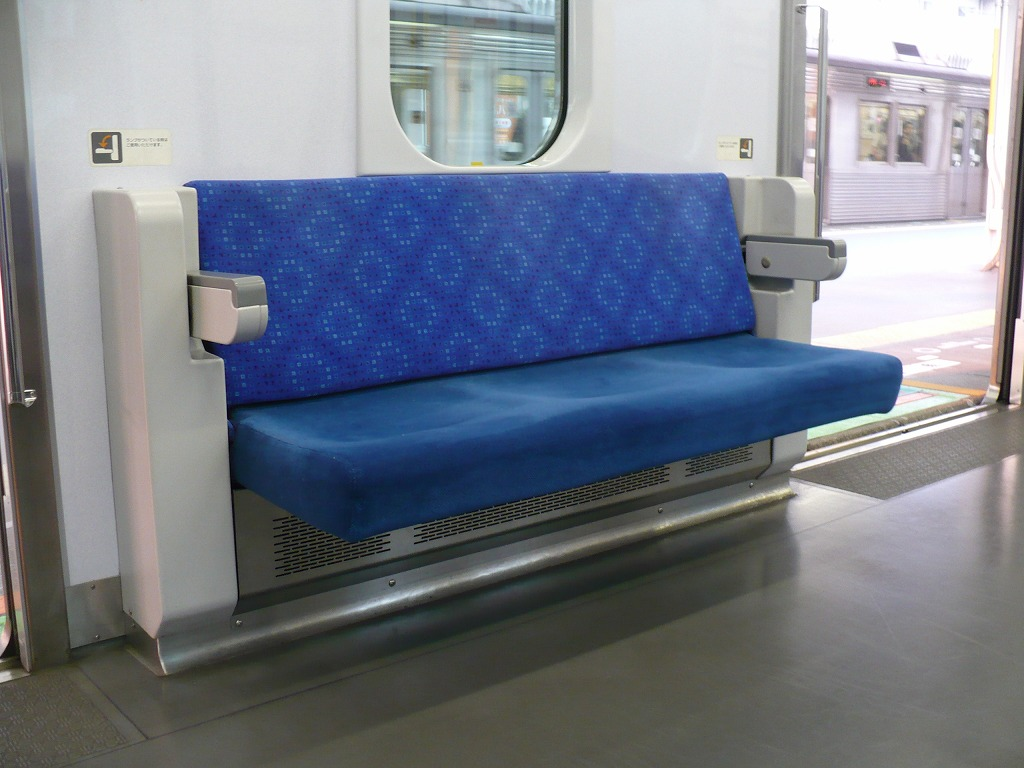
수납식 좌석
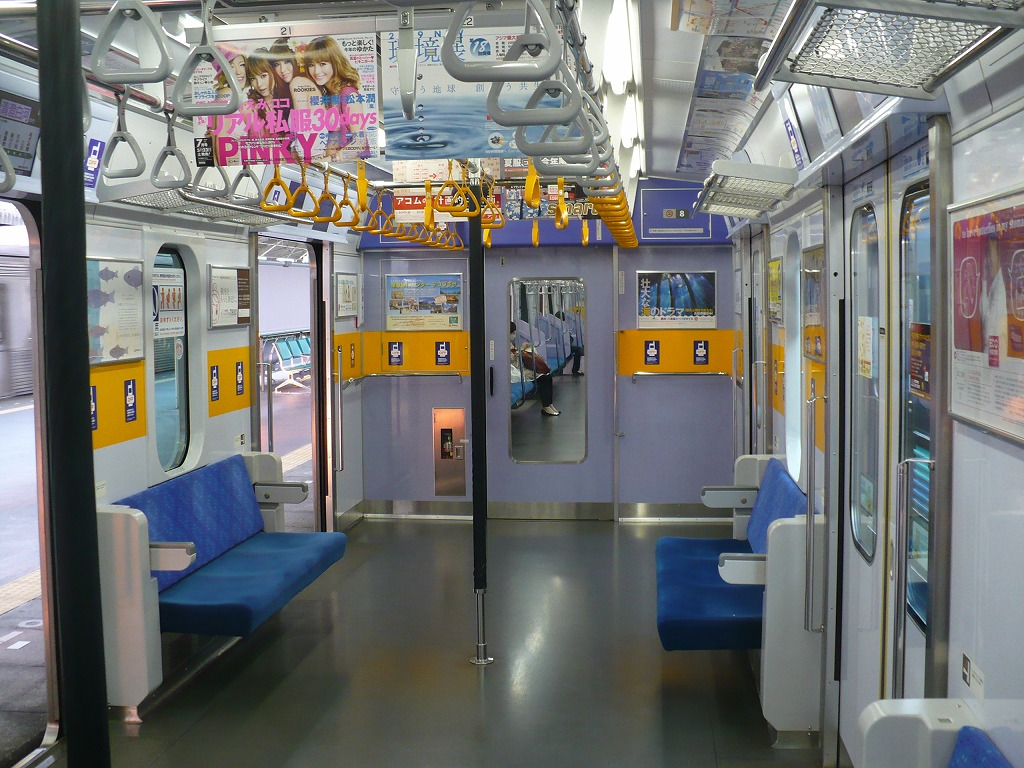
시부야 방면은 차량 단부에서 최전방 좌석까지 우선석 구역

#### 편성표
생산 당초의 편성 조성
- 이 편성 조성으로 생산된 것은 5101-5106F 뿐이다. 5102-5106F는 다음에 설명한 편성 대체로 2010년 7월 1일 현재는 5101F만 이 편성 조성을 유지하고 있다.

| 형식                   | ← 미나미구리하시・구키・오시아게・시부야주오린칸 → | ← 미나미구리하시・구키・오시아게・시부야주오린칸 → | ← 미나미구리하시・구키・오시아게・시부야주오린칸 → | ← 미나미구리하시・구키・오시아게・시부야주오린칸 → | ← 미나미구리하시・구키・오시아게・시부야주오린칸 → | ← 미나미구리하시・구키・오시아게・시부야주오린칸 → | ← 미나미구리하시・구키・오시아게・시부야주오린칸 → | ← 미나미구리하시・구키・오시아게・시부야주오린칸 → | ← 미나미구리하시・구키・오시아게・시부야주오린칸 → | ← 미나미구리하시・구키・오시아게・시부야주오린칸 → |
| 형식                   | 쿠하 5100형 (Tc2)                                  | ＜ 데하 5200형 (M)                                 | 사하 5300형 (T3)                                   | 데하 5400형 (M2)                                   | ＜ ＞ 데하 5500형 (M1)                             | 사하 5600형 (T2)                                   | 사하 5700형 (T1)                                   | 데하 5800형 (M2)                                   | ＜ ＞ 데하 5900형 (M1)                             | 쿠하 5000형 (Tc2)                                  |
| 기기 배치              |                                                    | VVVF                                               | CP                                                 | SIV, BT                                            | VVVF                                               | CP                                                 | CP, BT                                             | SIV, BT                                            | VVVF                                               |                                                    |
| 차량 중량              | 25.9t                                              | 30.9t                                              | 24.4t                                              | 32.0t                                              | 32.9t                                              | 24.4t                                              | 25.0t                                              | 32.0t                                              | 32.9t                                              | 26.0t                                              |
| 차량 번호 (완성 시점） | 5101 : 5106                                        | 5201 : 5206                                        | 5301 : 5306                                        | 5401 : 5406                                        | 5501 : 5506                                        | 5601 : 5606                                        | 5701 : 5706                                        | 5801 : 5806                                        | 5901 : 5906                                        | 5001 : 5006                                        |

- 범례: 팬터그래프, VVVF: VVVF 인버터 장치, SIV: 보조 전원 장치(정지형 인버터), CP: 공기 압축기, BT: 축전지
- 덧붙여 범례는 각 계열 공통이다. 각 계열의 차량 중량은 최초의 편성이 완성된 시점의 것이다.

6도어 차량 도입 후의 편성
- 5107F이후 덴엔토시 선용으로 제조된 차량은 이 편성이다. 5102F-5106F에서는 6도어 차량 도입 후에는 이 편성이다.
- 6도어 차량 도입 이후 전 4도어 차량 편성으로 바뀌었다 5102F·5103F도 이 편성 형태이다.
- 6도어 차량의 조립 위치는 당초 사하 5500형·사하 5800형이었지만 후에 사하 5400형에 대해서도 6도어 차량이 편성된다.
- 6도어 차량의 차량 표기는 T후에 N을 추가하고 있다(T3N·T2N·T1N).

| 형식      | ← 미나미쿠리하시・구키・오시아게・시부야주오린칸 → | ← 미나미쿠리하시・구키・오시아게・시부야주오린칸 → | ← 미나미쿠리하시・구키・오시아게・시부야주오린칸 → | ← 미나미쿠리하시・구키・오시아게・시부야주오린칸 → | ← 미나미쿠리하시・구키・오시아게・시부야주오린칸 → | ← 미나미쿠리하시・구키・오시아게・시부야주오린칸 → | ← 미나미쿠리하시・구키・오시아게・시부야주오린칸 → | ← 미나미쿠리하시・구키・오시아게・시부야주오린칸 → | ← 미나미쿠리하시・구키・오시아게・시부야주오린칸 → | ← 미나미쿠리하시・구키・오시아게・시부야주오린칸 → |
| 형식      | 쿠하 5100형 (Tc2)                                  | 데하 5200형 (M2)                                   | ＜ ＞ 데하 5300형 (M1)                             | 사하 5400형 (T3)                                   | 사하 5500형 (T2)                                   | 데하 5600형 (M2)                                   | ＜ ＞ 데하 5700형 (M1)                             | 사하 5800형 (T1)                                   | ＜ 데하 5900형 (M)                                 | 쿠하 5000형 (Tc2)                                  |
| 기기 배치 |                                                    | SIV,BT                                             | VVVF                                               | CP                                                 | CP                                                 | SIV,BT                                             | VVVF                                               | CP,BT                                              | VVVF                                               |                                                    |
| 차량 번호 | 5102 : 5117 5120                                   | 5202 : 5217 5220                                   | 5302 : 5317 5320                                   | 5402 : 5417 5420                                   | 5502 : 5517 5520                                   | 5602 : 5617 5620                                   | 5702 : 5717 5720                                   | 5802 : 5817 5820                                   | 5902 : 5917 5920                                   | 5002 : 5017 5020                                   |

도요코 선용

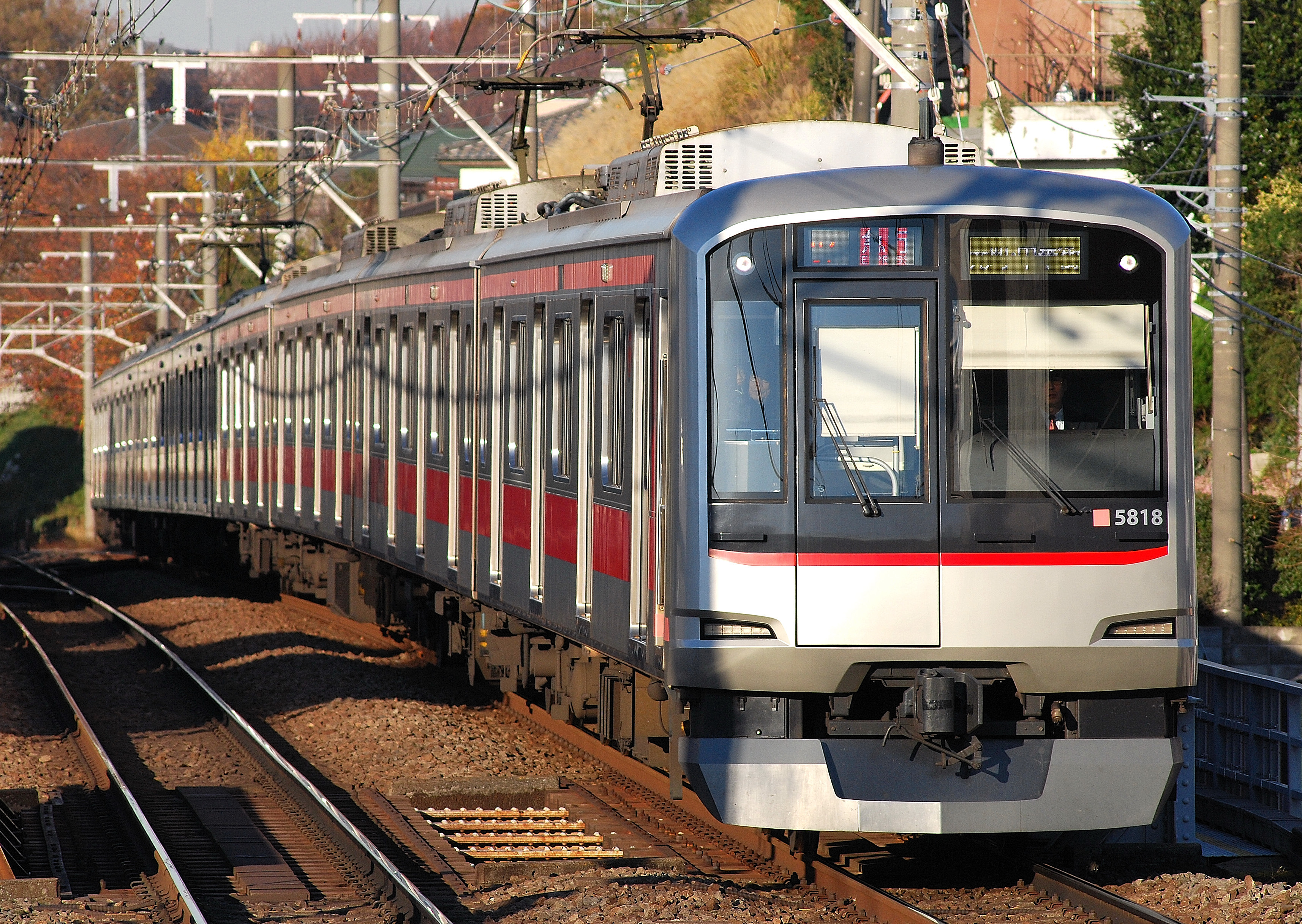
도요코 선에서 운용되는 5118F
(2011년 12월 11일 기쿠나 - 묘렌지)

- 도요코 선용으로 운용되고 있는 5118·5119·5121·5122F는 해당 노선의 5050계에 맞춘 편성이 되고 있다.
- 5121F는 2010년 6월 20일에 덴엔토시 선에서 도요코 선으로 전속되었다[25].
- 굵은 글씨는 종별 표시기가 막식 차량이다.

| 형식     | ← 시부야모토마치・주카가이 → | ← 시부야모토마치・주카가이 → | ← 시부야모토마치・주카가이 → | ← 시부야모토마치・주카가이 → | ← 시부야모토마치・주카가이 → | ← 시부야모토마치・주카가이 → | ← 시부야모토마치・주카가이 → | ← 시부야모토마치・주카가이 → |
| 형식     | 쿠하 5100형 (Tc2)            | 데하 5200형 (M2)             | ＜ ＞ 데하 5300형 (M1)       | 사하 5400형 (T2)             | 사하 5500형 (T1)             | 데하 5600형 (M2)             | ＜ ＞ 데하 5700형 (M1)       | 쿠하 5800형 (Tc1)            |
| 기기배치 |                              | SIV,BT                       | VVVF                         | CP                           | CP                           | SIV,BT                       | VVVF                         |                              |
| 차량번호 | 5118 5119 5121 5122          | 5218 5219 5221 5222          | 5318 5319 5321 5322          | 5418 5419 5421 5422          | 5518 5519 5521 5522          | 5618 5619 5621 5622          | 5718 5719 5721 5722          | 5818 5819 5821 5822          |

### 5050계

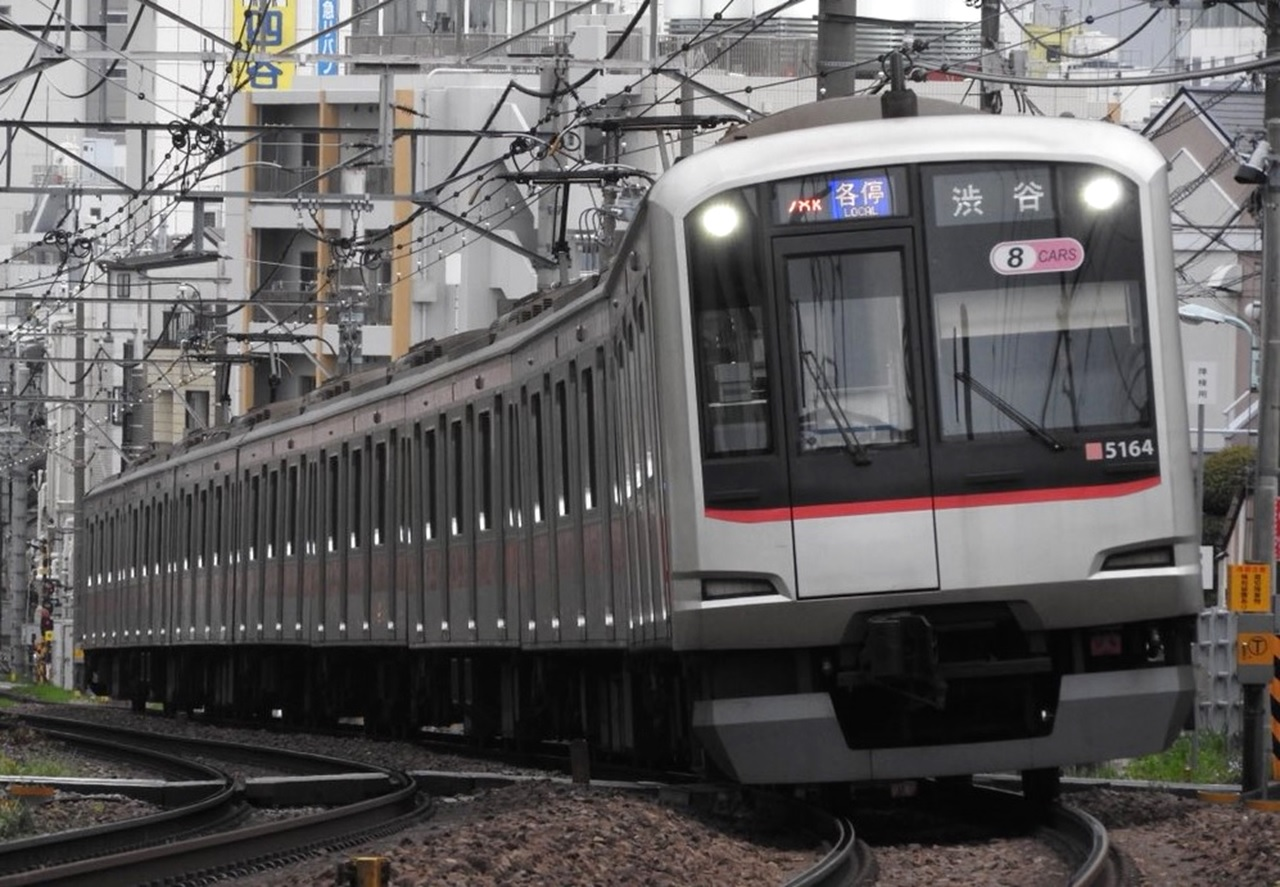
도요코 선용 5050계
(2017년 8월 25일)

- 운용 노선·소속: 도요코 선(모토스미요시 검차구)
- 영업 운행 개시일: 2004년 4월 1일
- 재적수: 8량 26편성(208량)
- 보안 장치: ATC-P, 신 CS-ATC, ATO, 세이부 ATS/C, 도부 ATS
- 영업 최고속도: 110km/h
- 노선 색: ■(분홍색)
- 종별 표시기: 풀컬러 LED식(철도 차량으로서는 세계 최초(참고 문헌 '차량 총설' 참조)
- 행선 표시기: 백색 LED식(여객 영업 차량으로서는 일본 최초)
  - 종별·행선 표시는 일본어와 대문자 표기의 영어를 교대로 표시.
- 안내 표시: 15인치 LCD(TIP)를 각 출입문 위에 2대 탑재.
  - 왼쪽은 주로 CM을 방영하는 TOQ비전, 오른쪽은 다음 역·환승 안내·출입문 개폐 방향 등을 표시.
- 2.7호 차에는 휠체어 공간을 설치.
- '쿠하 5150형'은 2대 5000계와 초대 5000계의 양쪽 사이에 존재하는 유일한 형식이다.

#### 편성표
2013년 5월 31일 현재
- 2010년도 생산분 중 5170F·5171F의 4.5호차 5172F의 4호차에 연결되어 있는 부수차(사하)는 덴엔토시 선용 5000계 편성으로의 6도어 차량 연결에 의한 잉여 차량을 개번 포함한 것이다[24].
  - 당초 덴엔토시 선용 5000계 편성으로의 6도어 차량 연결에 의한 조성으로 도요코 선에 전속된 5000계에서 벗어난 데하 5900(1M차)을 팬터그래프를 철거하고 사용한 사하 5469, 사하 5473, 사하 5474, 사하 5472는 각각데하 4601 - 데하 4604로 재개조했다(후에 서술).
- 2013년도 생산분 중 5176F의 5호차(사하 5576)는 도큐 전철과 종합 차량 제작소가 공동으로 개발한 차세대 스테인리스 차량 'sustina'(서스티나)의 일본 국내용 제1호차로 생산된 것이다[34].

| 형식      | ← 신린코엔・와코시／쇼마루・（도요코 선）시부야（후쿠토신 선）시부야・모토마치・주카가이 → | ← 신린코엔・와코시／쇼마루・（도요코 선）시부야（후쿠토신 선）시부야・모토마치・주카가이 → | ← 신린코엔・와코시／쇼마루・（도요코 선）시부야（후쿠토신 선）시부야・모토마치・주카가이 → | ← 신린코엔・와코시／쇼마루・（도요코 선）시부야（후쿠토신 선）시부야・모토마치・주카가이 → | ← 신린코엔・와코시／쇼마루・（도요코 선）시부야（후쿠토신 선）시부야・모토마치・주카가이 → | ← 신린코엔・와코시／쇼마루・（도요코 선）시부야（후쿠토신 선）시부야・모토마치・주카가이 → | ← 신린코엔・와코시／쇼마루・（도요코 선）시부야（후쿠토신 선）시부야・모토마치・주카가이 → | ← 신린코엔・와코시／쇼마루・（도요코 선）시부야（후쿠토신 선）시부야・모토마치・주카가이 → |
| 형식      | 쿠하 5150형 (Tc2)                                                                          | 데하 5250형 (M2)                                                                           | ＜ ＞ 데하 5350형 (M1)                                                                     | 사하 5450형 (T2)                                                                           | 사하 5550형 (T1)                                                                           | 데하 5650형 (M2)                                                                           | ＜ ＞ 데하 5750형 (M1)                                                                     | 쿠하 5850형 (Tc1)                                                                          |
| 기기 배치 |                                                                                            | SIV, BT                                                                                    | VVVF                                                                                       | CP                                                                                         | CP                                                                                         | SIV, BT                                                                                    | VVVF                                                                                       |                                                                                            |
| 차량 중량 | 26.3t                                                                                      | 32.1t                                                                                      | 32.8t                                                                                      | 24.7t                                                                                      | 24.7t                                                                                      | 32.1t                                                                                      | 32.8t                                                                                      | 26.4t                                                                                      |
| 차량 번호 | 5151 ： 5176                                                                               | 5251 ： 5276                                                                               | 5351 ： 5376                                                                               | 5451 ： 5476                                                                               | 5551 ： 5576                                                                               | 5651 ： 5676                                                                               | 5751 ： 5776                                                                               | 5851 ： 5876                                                                               |

#### 5050계 4000번대
도요코 선용 5050계의 10량 관통편성 그룹에서 8량 편성과 구분하기 위하여 새로 4000번대로 구분된다. 완성 당초부터 도쿄 지하철 후쿠토신 선·유라쿠초 선·도부 철도 도조 본선·세이부 이케부쿠로 선으로의 직결 운행에 대응하고 있다.
덧붙여 본 감시대 구분 공표 이전의 문헌에서는 본 그룹을 '4000계'라고 칭한 기술이 있었지만, 번대 구분 공표 후에는 '5050계' 또는 '5050계 4000번대'라고 기재되어 있다. 도큐 전철에서는 본 그룹을 '5050계(4000번대) 차량'으로 부르는 것 외에 도큐 전철에서의 자료를 토대로 한 잡지 기사에서는 도큐 5050계 4000번대(철도팬 2011년 7월호) 또는 도쿄 급행 전철 5050계 4000번대(철도 픽토리얼, 레알 매거진 2011년 7월호)라고 기재되어 있다.
편성량 수나 차량 번호 이외에는 기본적으로는 기존차량과 동일하다. 다만 객실에서는 출입문 위에 있는 차내 안내 표시기 화면 사이즈가 17인치 와이드 타입으로 변경되고 수하물 선반의 형상도 철망에서 판상형으로 변경되었다.
운전대는 후쿠토신 선 내에서 사용하는 ATO 운전에 대응하고 있으며, 주간제어기 주위에는 ATO 출발 버튼, 출입문 개폐 스위치 등이 배치되어 운전대에 상부에는 차상 ITV(홈 감시용 모니터)가 설치되었다. 보안 장치는 ATC-P/S 장치로 변경되고, 종래의 ATC-P 기능에 덧붙여 도부 ATS·세이부 ATS의 기능이 추가되었다. 무선 장치는 공간파 무선 외에 도쿄 지하철 노선내에서 사용하는 유도 무선이 추가되었다.

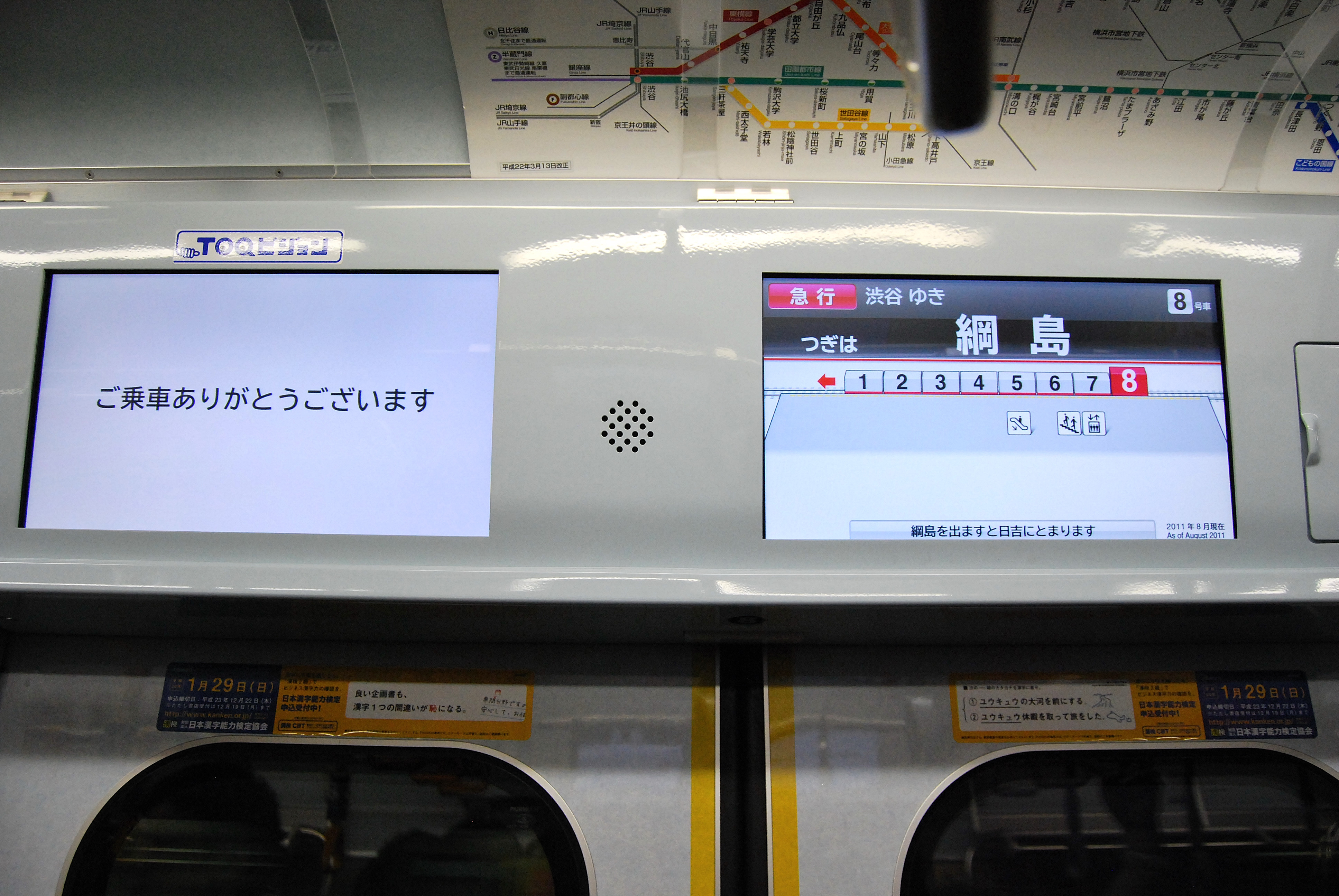
화면 사이즈가 17인치로 확대된 LCD식 안내 표시기

- 제1편성은 2011년 4월에 완성. 당초에는 덴엔토시 선에서 시운전을 실시했지만[39], 8량 편성으로 변경되어 그 해 9월에 영업 운행을 개시했다[40].
- 제2편성은 2011년 8월에 도부 철도 도조 선에서 시운전이 이루어지고[41], 9월에는 세이부 이케부쿠로 선에서 시운전을 실시했다[42]. 그 뒤 8량 편성으로 개조되어 있다[43]. 또한 이 제2편성은 2013년 5월 정기 운용을 하지 않는 세이부 이케부쿠로 선의 한노 이서 및 세이부 지치부 선에서 시운전을 했다[44].
- 제3편성· 제4편성은 2012년 5월부터 도쿄 메트로 유라쿠초 선에서 시운전이 실시되었으며[45][46] 그 후 제3편성에 대해서는 8량 편성으로 변경되어[43] 제4편성에 대해서는 같은 해 9월 10일부터 후쿠토신 선·세이부 선에서 선행 영업 운행을 개시했다[47]. 또한 제5편성· 제6편성도 완성되었으며[48][49], 제5편성은 이보다 앞서 유라쿠쵸 선·도부 철도 도조 선에서 선행 영업 운행을 시작했다[50].
- 제1편성 ~ 제4편성은 편성 중 9량이 신조 차량이지만, 중간차의 데하 4600형 4601 - 4604만은 전술한 사하 5469, 사하 5473, 사하 5474, 사하 5472를 개번 편입한 것이다.
- 제10편성은 시부야 히카리에 개업 1주년 기념 특별 열차 'Shibuya Hikarie호'이며 1주년인 2013년 4월 26일부터 영업 운전을 개시했다[51]. 칼라링·차내는 통상 차량과 달라 이채롭다[52].

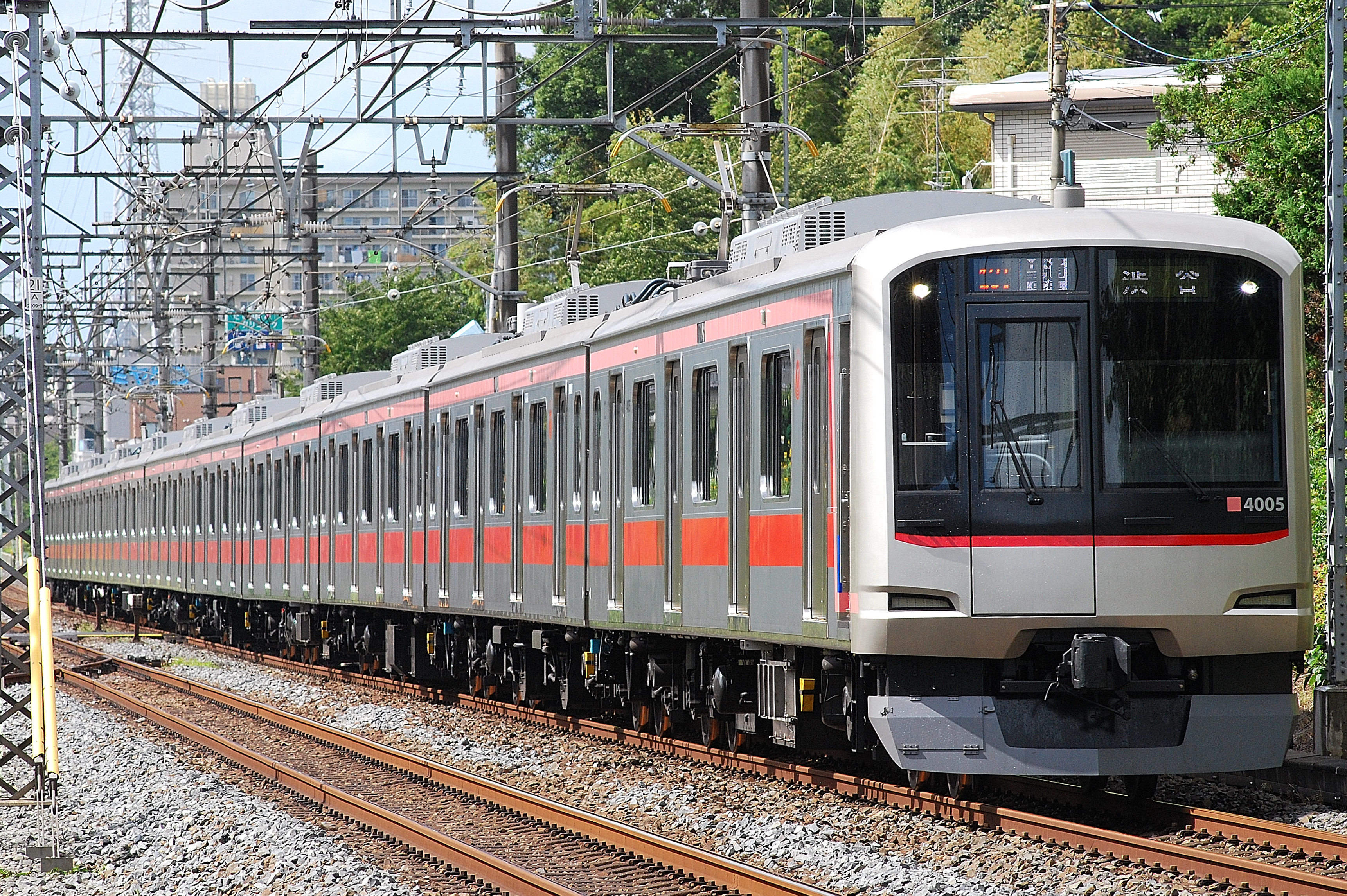
도부 철도 도조 선에서 영업 운전을 개시한 도큐 5050계 4000번대 제5편성. (2012년 9월 17일시키 - 야나세가와)
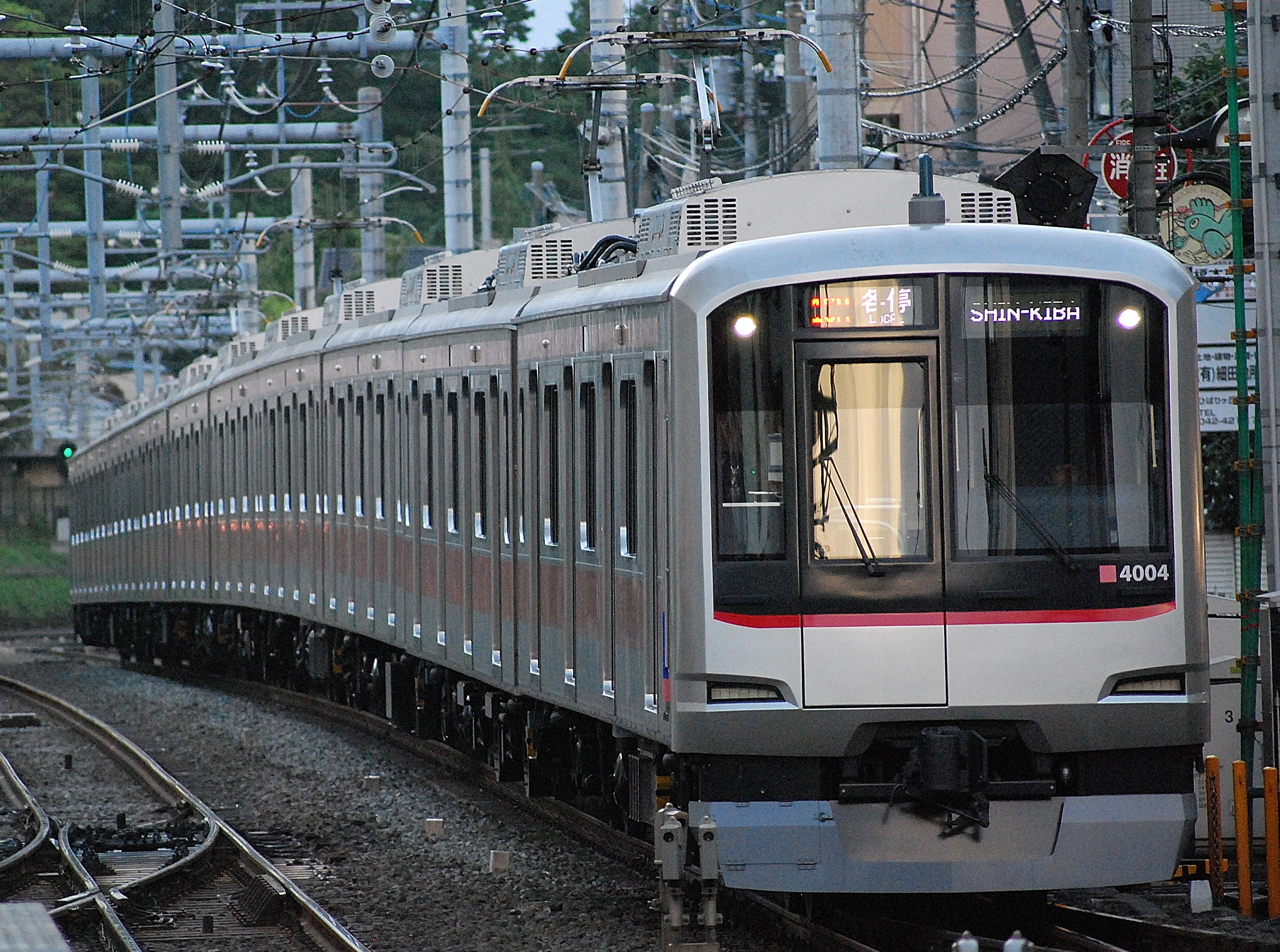
세이부 이케부쿠로 선에서 영업 운전을 개시한 도큐 5050계 4000번대 제4편성. (2012년 9월 17일히바리가오카 - 히가시쿠루메)
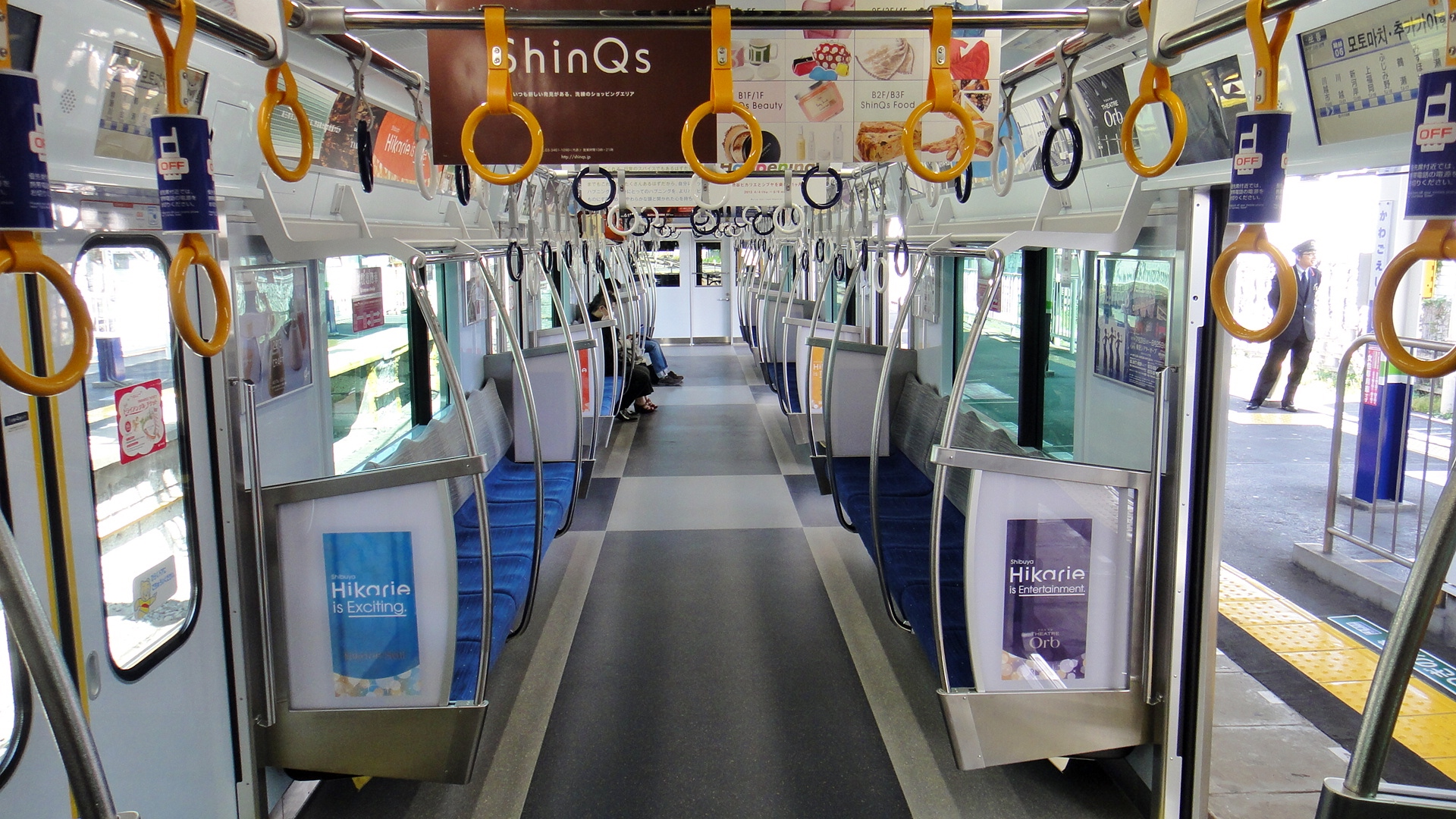
Shibuya Hikarie호 내부(쿠하 4110)

##### 편성표
2013년 5월 31일 현재
| 형식      | ← 신린코엔・와코시／한노・（도요코선）시부야（후쿠토신선）시부야／（유라쿠초선）신키바・모토마치・주카가이 → | ← 신린코엔・와코시／한노・（도요코선）시부야（후쿠토신선）시부야／（유라쿠초선）신키바・모토마치・주카가이 → | ← 신린코엔・와코시／한노・（도요코선）시부야（후쿠토신선）시부야／（유라쿠초선）신키바・모토마치・주카가이 → | ← 신린코엔・와코시／한노・（도요코선）시부야（후쿠토신선）시부야／（유라쿠초선）신키바・모토마치・주카가이 → | ← 신린코엔・와코시／한노・（도요코선）시부야（후쿠토신선）시부야／（유라쿠초선）신키바・모토마치・주카가이 → | ← 신린코엔・와코시／한노・（도요코선）시부야（후쿠토신선）시부야／（유라쿠초선）신키바・모토마치・주카가이 → | ← 신린코엔・와코시／한노・（도요코선）시부야（후쿠토신선）시부야／（유라쿠초선）신키바・모토마치・주카가이 → | ← 신린코엔・와코시／한노・（도요코선）시부야（후쿠토신선）시부야／（유라쿠초선）신키바・모토마치・주카가이 → | ← 신린코엔・와코시／한노・（도요코선）시부야（후쿠토신선）시부야／（유라쿠초선）신키바・모토마치・주카가이 → | ← 신린코엔・와코시／한노・（도요코선）시부야（후쿠토신선）시부야／（유라쿠초선）신키바・모토마치・주카가이 → |
| 형식      | 쿠하 4100형 (Tc2)                                                                                            | 데하 4200형 (M2')                                                                                            | ＜ ＞ 데하 4300형 (M1)                                                                                       | 사하 4400형 (T3)                                                                                             | 사하 4500형 (T2)                                                                                             | ＜ 데하 4600형 (M)                                                                                           | 사하 4700형 (T1)                                                                                             | 데하 4800형 (M2)                                                                                             | ＜ ＞ 데하 4900형 (M1')                                                                                      | 쿠하 4000형 (Tc1)                                                                                            |
| 기기 배치 | | SIV, BT | VVVF | CP | CP | VVVF | CP,BT | SIV, BT | VVVF | |
| 차량 중량 | 27.8t | 32.7t | 33.6t | 26.3t | 26.1t | 33.5t | 26.5t | 32.7t | 33.5t | 27.6t |
| 차량 번호 | 4101 : 4110                                                                                                  | 4201 : 4210                                                                                                  | 4301 : 4310                                                                                                  | 4401 : 4410                                                                                                  | 4501 : 4510                                                                                                  | 4601 : 4610                                                                                                  | 4701 : 4710                                                                                                  | 4801 : 4810                                                                                                  | 4901 : 4910                                                                                                  | 4001 : 4010                                                                                                  |

위의 편성표는 각 잡지 기사를 참조.

### 5080계
- 운용 노선·소속: 메구로 선(모토스미요시 검차구)
- 영업 운행 개시일: 2003년 3월 13일
- 재적수: 6량 10편성(60량)
- 보안 장치: CS-ATC(건널목 제어, 임시 속도제한 기능 부가)·ATO·TASC
- 영업 최고속도: 110km/h
- 노선 색: ■(감색)
- 종별·행선 표시기
  - 5181F・5182F:
    - 전면…종별: 막식, 행선: 3색 LED식
    - 측면: 3색 LED식 종별과 행선은 일체)

  - 5183F-5190F: 종별: 풀 컬러 LED식, 행선: 백색 LED식
  - 전면 종별 표시는 2006년 9월 24일까지는 메구로 선 상행만 직결 운행 노선명('미타 선' 혹은 '난보쿠 선 사이타마 선'/'난보쿠 선')을 메구로 도착 시까지 표시하고 하행 열차는 아무것도 표시하고 있지 않았지만 다음 25일의 급행 운행 개시 이후에는 메구로 선 내에서 직결 운행 노선명 표기를 그만두고 대신 열차 종별을 표시하고 있다. '각정'표시는 녹색 배경에 백색 글자이다. 다만 풀컬러 LED탑재 편성이 '각정'의 표시를 실시하는 경우 5183F는 배경 색이 ■ 연녹색인데 비해 5184F 이후에는 배경 색이 ■ 에메랄드 그린이다. 덧붙여 시로카네다카나와 시발의 미타 선내 발착, 난보쿠 선 사이타마선 내 발착의 경우는 종별 표시를 하지 않는다.
  - 전면과 측면의 행선표시는 동시에 일정 간격으로 일본어 표기와 교대로 로마자 표기를 표시한다.
- 안내 표시
  - 각 출입문 위에 2단 LED식 안내 표시기를 1대 탑재(5181F·5182F)
  - 15인치 LCD(TIP)를 각 출입문 위에 2대(왼쪽은 광고 표시) 탑재(5183F-5190F)
- 2.5호차에는 휠체어 공간을 설치
- 도어 챠임은 5181F·5182F는 3000계, 5183F-5190F는 5000계·5050계와 각각 같은 것이다.
- 도쿄 메트로 난보쿠 선·사이타마 고속 철도선·도영 미타 선 연장 대응
- 실내 측면측의 화장판(무늬)이나 좌석(진한 핑크 계통), 좌석 칸막이 막(옅은 핑크색)은 따뜻한 색인데 반해 처면 화장판(무늬)이나 안내 표시기 등은 엷은 파랑 계통의 색이다. 바닥은 파란 색이다.

#### 편성표
| 형식      | ← 우라와미소노・아카바네이와부치／니시타카시마다이라・메구로히요시 → | ← 우라와미소노・아카바네이와부치／니시타카시마다이라・메구로히요시 → | ← 우라와미소노・아카바네이와부치／니시타카시마다이라・메구로히요시 → | ← 우라와미소노・아카바네이와부치／니시타카시마다이라・메구로히요시 → | ← 우라와미소노・아카바네이와부치／니시타카시마다이라・메구로히요시 → | ← 우라와미소노・아카바네이와부치／니시타카시마다이라・메구로히요시 → |
| 형식      | 쿠하 5180형 (Tc2)                                                    | ＜ 데하 5280형 (M)                                                   | 사하 5380형 (T)                                                      | 데하 5480형 (M2)                                                     | ＜ ＞ 데하 5580형 (M1)                                               | 쿠하 5680형 (Tc1)                                                    |
| 기기 배치 |                                                                      | VVVF                                                                 | SIV,CP,BT                                                            | SIV,CP,BT                                                            | VVVF                                                                 |                                                                      |
| 차량 중량 | 26.3t                                                                | 30.9t                                                                | 28.2t                                                                | 33.3t                                                                | 32.9t                                                                | 26.4t                                                                |
| 차량 번호 | 5181 : 5190                                                          | 5281 : 5290                                                          | 5381 : 5390                                                          | 5481 : 5490                                                          | 5581 : 5590                                                          | 5681 : 5690                                                          |

## 연표

### 2001년도
덴엔토시선의 도부선 직결 운행 개시에 따른 차량의 소요가 필요한 것으로 인해 일부 차량은 신형 차량으로 대체하게 되었다. 그래서 5000계가 등장하여 10량 편성 1개가 양산 선행차적인 의미에서 덴엔토시선에 도입되었다.

### 2002년도
2003년 3월 19일 도부선 직결 운행 개시까지 5000계 10량 편성 5개가 덴엔토시선에 도입되었다. 이에 따라 덴엔토시선 기존 차량의 일부가 폐차 또는 다른 구간에 전속되었다. 구체적으로는 8500계 초기 차량 2개 편성이 이 계열 첫 폐차가 된 것 외에 8500계 후기 차량 4개 편성이 오이마치선, 8590계 2개 편성이 도요코선으로 전속되었으며, 오이마치선·도요코선의 8000계를 대체하였다.
또한 메구로선 사양의 5080계가 등장하여 2003년 3월 19일 다이어 개정에 의한 아침 러시아워의 증편에 맞춰 6량 편성 1개가 도입되었다.

### 2003년도
도요코선 사양의 5050계가 등장한 8량 편성 3개가 도입됐다. 도입 목적에는 도요코선 경쟁력 강화라는 목적도 포함되어 있다. 5050계의 도입으로 8000계 2개 편성이 폐차되었다.
덧붙여 5050계 등장의 2개월 전부터 5000계를 기본으로 설계된 미나토미라이선 Y500계 전동차가 도요코선으로 직결 운행하고 있다.
또 3000계의 검사 입장에 따른 예비차 확보를 목적으로 메구로 선에 5080계 6량 편성 1개가 도입되었다.
금년도는 덴엔토시선 용의 5000계의 도입은 진행되지 않았다.

### 2004년도
덴엔토시선 아침 러시아워의 혼잡을 완화하기 위한 6도어 차량이 도입되면서 5000계의 기존 편성 1개(5104F)에 신조한 6도어차 2량이 포함되었다. 또한 새롭게 6도어차 2량을 조성한 5000계 1개 편성이 도입되었다. 이 편성에는 5104F에서 잉여가 된 통상의 4도어차 1량을 전용하고 있다.
5104F에서 잉여가 된 또다른 1량의 4도어차는 2006년도에 도입된 5000계에 전용된다. 이후 2008년도까지 도입된 5000계의 신조 편성에는 기존의 편성에 대한 6도어차 조성에서 잉여가 된 4도어차가 1량씩 포함되어 있다.
도요코선에는 5050계 8량 편성 5개 편성이 도입되었다. 이에 따라 8000계 5개 편성이 폐차된 것 외에 8590계 1개가 오이마치선에 전속하면서 해당 노선의 8000계 1개 편성이 폐차되었다.

### 2006년도
덴엔토시선에 5000계 3개 편성이 도입되었다. 2004년도의 6도어 차량 도입 실적을 감안하여 금년도도 계속 6도어차 증비가 실시되고 있으며, 기존 편성 1개에 대해서도 6도어 차량의 조성이 이루어졌다.
도요코선에는 5050계 8량 편성 7개 편성이 도입되었다. 이에 따라 5050계는 15개 편성의 도요코선용 차량(히비야선 직통용 제외)으로는 9000계를 넘는 최대 세력이 되었다. 8000계 2개 편성이 폐차, 8590계를 도요코 선에서 철수하고 오이마치선·덴엔토시선에 전속했다. 8590계가 철수, 8000계가 3개 편성까지 퇴출되어 2006년 9월 25일의 다이아 개정으로 낮의 속도 향상이 이루어졌다.
메구로 선에는 2006년 9월 25일의 다이아 개정(급행 운행 개시)에 따른 증비용으로 5080계 6량 편성 2개 편성이가 도입되었다.

### 2007년도
덴엔토시선에 5000계 10량 편성 4개 편성, 도요코선에 5050계 8량 편성 3개 편성이 도입되었다. 이에 따라 덴엔토시선은 일부 8500계가 폐차되고 6도어 차량을 조성한 5000계를 도입함으로써 아침 러시아워의 혼잡 완화가 시도되었다. 또한 도요코 선에서는 8000계 3개 편성이 폐차 되어 도요코선의 8000계는 전량 폐차되었다.
금년도는 이 밖에 5000계를 베이스로 한 6000계가 오이마치선에, 7000계가 도쿄 급행 전철 도큐 다마가와선·이케가미선에 도입되었다. 자세한 사항은 도큐 6000계 전동차(2대)·도큐 7000계 전동차(2대)을 참조.

### 2008년도
덴엔토시선에 5000계 10량 편성 4개 편성(편성 중에 6도어차 2량 삽입)이 도입되었다. 이 중 5115F·5116F의 2개 편성은 기존의 5102F에 대한 6도어차 조성에 의한 잉여 4도어차가 1량씩 포함되어 있다. 한편 5117F·5120F는 5106F 이후의 완전한 10량 신제 편성이 되었다. 이에 따라 금년도에서도 8500계의 폐차가 발생했다.
메구로선에는 2008년 6월 22일의 무사시코스기역 - 히요시 역간 연장 개업에 따른 증편용으로, 5080계 6량 편성 6개 편성을 증비했다.

### 2009년도
덴엔토시선에 5000계 10량 편성 1개가 도입되고 덴엔토시선용 5000계의 6도어 차량을 1편성 중 2량에서 3량으로 증결하기 위해 5000계의 6도어 차량이 8량 신제되었다. 또한 기존 5050계가 도입되어 온 도요코선에 처음으로 5000계 8량 편성 3개 편성이 도입되었다.
6도어 차량 증결은 그동안 6도어 차량을 갖춘 5호차와 8호차에 이어 혼잡이 격렬한 4호차의 혼잡 완화를 위해 실시되었으며 기존 6도어 차량이 2량 편성되어 있던 17개 편성중 14개 편성에 6도어 차량이 증결된 반면 5102F에서 5104F의 3개 편성은 전차량 4도어 차량으로 환원되었다. 덧붙여 1편성(5121F)의 6도어 차량은 2량인 채로 증결이 이루어지고 있지 않다.
구체적으로는 2008년도 말 시점에서 덴엔토시선용의 5000계는 18개 편성이며, 그 중 전차량 4도어 차량의 편성이 1개, 6도어 차량이 2량 도입된 편성이 17개 편성이었다. 이것이 6도어 차량 증결이 끝난 2009년 12월의 시점에서는 전차량 4도어 차량의 편성이 4개, 6도어 차량이 3량 도입된 편성이 14개, 6도어 차량이 2량 도입된 편성이 1개로 되어있다.
도요코선에 도입된 8량 편성 3개 편성(5118F·5119F·5122F)에는 전술한 6도어 차량 증결에 따른 개편에서 잉여 4도어 차량 8량 가운데, 5량이 중간에 삽입되었다.
5000계 2009년도 이후의 움직임
| 노선수·량수·출입문수                      | 노선수·량수·출입문수                      | 2008년도 말                     | 2009년 12월                     | 2010년 7월                      |
| ----------------------------------------- | ----------------------------------------- | ------------------------------- | ------------------------------- | ------------------------------- |
| 덴엔토시선용 10량 편성                    | 전차량 4도어 차량                         | 1개 편성(5101F)                 | 4개 편성(5101F - 5104F)         | 3개 편성(5101F・5102F・5103F)   |
| 덴엔토시선용 10량 편성                    | 6도어 차량 2량 조성                       | 17개 편성(5102F - 5117F・5120F) | 1개 편성(5121F)                 |                                 |
| 덴엔토시선용 10량 편성                    | 6도어 차량 3량 조성                       |                                 | 14개 편성(5105F - 5117F・5120F) | 15개 편성(5104F - 5117F・5120F) |
| 도요코선용 8량 편성(전체 차량 4도어 차량) | 도요코선용 8량 편성(전체 차량 4도어 차량) |                                 | 3개 편성(5118F・5119F・5122F)   | 4개 편성(5121F가 추가 전입)     |

### 2010년도
도요코선에는 5169F - 5174F까지의 8량 편성 6개 편성이 도입되었다. 이 중 5169·5173·5174F는 8량 편성으로 투입되었지만 5170 - 5172F는 중간의 사하 5450형·5550형을 제외한 6량 편성으로 신조되었으며, 덴엔토시선에서의 6도어 차량 3량 증결에 따른 개편으로 잉여 4도어 차량을 사하 5450형·5550형으로서 편성하여 8량 편성화했다.
덴엔토시선에서는 오직 6도어 차량 2량이 조성된 편성인 5121F에서 데하 5921호와 6도어 차량 사하 5521호·5821호를 제외한 7량 편성으로 전년도의 개편에서 잉여가 되었던 4도어 차량 1량을 조성한 8량 편성으로 도요코선에 전속했다.
또한 전 차량 4도어 차량 편성이었던 5104F에는 전술한 5121F에서 제외된 6도어 차량 2량과 신조한 6도어 차량 5404호차를 조성하여 다시 6도어차 조성 편성화했다. 이 개편에 의해 덴엔토시선 5000계는 모두 6도어 차량 3량 조성 편성이 되었다. 덧붙여 이러한 개편에서 잉여 5000계 중간차 4량에 대해서도 같은 해 신조 5050계 중간차로 전용되었다.

### 2011년도
도요코선용으로 4000번대 포함 68량이 도입되었다.

### 2012년도
도요코선용으로 30량이 도입될 예정이다. 이 도입으로 도큐의 전체 차량가운데 약 반수가 친환경 차량이 될 전망이다.

### 2013년도
도요코선용으로 5050계 5176편성(사하 5576은 sustina)과 5050계 4000번대 4010편성 Shibuya Hikarie호, 합계 18량이 도입되었다.

### 2014년도
모토스미요시역에서 추돌사고가 발생하였다. 5155, Y516편성이 폐차되었다.

### 2017년도
5000계 6비차가 모두 폐차되었다.

### 2018년도
5156편성이 Y517로 개번되었다.

## 설계 변경 목록
- 각 도입분의 차량 번호에 대해서는 입적 당초를 기재하고 있으며, 5000계에 대해서는 6도어 차량 도입에 따라 일부 차량 번호의 변경이 실시되고 있다.

### 2차 도입분
- 5102F - 5106F, 5181F[58]

- 메구로 선 사양(5080계)의 설정

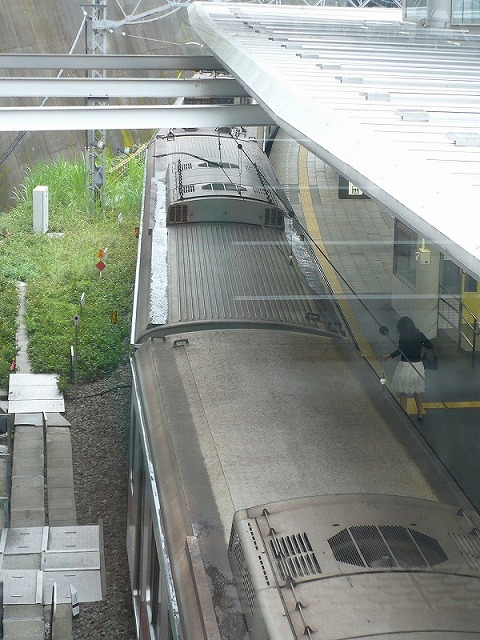
5101F의 지붕위
앞이 플랫 지붕의 7호차,
속이 비드 지붕의 8호차(사기누마 역)

- 차체폭 확대, 고객용 문 간격의 변경, 승객용 출입문측 경사의 설치, 접속 배선함 형상 변경
- 전면 비상탈출구 창 확대, 와이퍼 형상 변경, 측면 종별 표시기의 크기 확대, 차량 외부의 막판부의 라인 컬러를 차량 측면등에서 끊지 않고 1개로 통해 차량 단부 라인을 다소 연장
- 지붕 배수의 비교 시험 때문에 5101F에서 비도 지붕을 기본으로 4·5·7·9호차에서는 플랫 지붕을 채용했지만, 2차 차량에 비드 지붕을 채용했다.
- 프리 스페이스의 설치, 승객용 출입문 상부 LCD모니터의 증설(1대 → 2대), 차내 소화기 격납 방법의 변경(실내측으로 돌출되었다), 차내 광고 공간 레일의 변경(시인성 향상), ATC/ATS 비상 운전 스위치의 변경
- 운전대 DoPa 안테나의 설치, 히타치제 VVVF 인버터 장치의 케이스 변경
  - 5101F에 대해서도 나중에 비상탈출구의 교체와 프리스페이스 설치, 모니터의 2면화 등의 개편을 단행했다
- 5000계의 보조 전원 장치(SIV)를 5080계와 동일한 출력 210/250kVA 겸용의 것으로 변경

### 3차 도입분
- 5151F-5153F, 5182F
- 도요코 선 사양(5050계)의 설정
- 좌석 밑의 라디에이터를 기울어지게 매다는 식으로 변경(난방 효율 향상), 차내 소화기 격납 방법의 변경(5101F처럼 실내측을 플랫화)
- 전면의 FRP 성형품부를 황금색에서 은빛으로 변경
- 전면 차호 표기에 노선색 ■을 추가(2차 도입분까지의 차량도 붙여넣기를 실시)

### 4차 도입분
- 5107F(9량 편성), 사하 5504·5804(재조성용 6도어 차량), 5154F-5158F
- 하행 선두차 배장기(스커트)의 변경, 홀수 편성의 미쓰비시제 냉방 장치를 소형화한 신형으로 변경, 5000계 차량 외부 행선 표시기를 5050계와 같은 풀컬러 LED식으로 변경
- 5000계의 내부 바닥을 5050계와 같은 디자인으로 변경, 5000계의 측면 창 안쪽 키세(창틀)를 5050계와 같이 윤기 있게 변경, 5000계의 좌석을 5050계와 같은 형상으로 변경, 5050계 아내 처압거부분의 컬러 변경, 정면 비상 탈출구에 차광 커튼 설치, 운전대 좌석의 변경, 라인데리아 정풍 판자를 폴리에서 알루미늄으로 변경(화재대책 대응), 손잡이 중 짧은 것의 나사 탈락방지 방법 변경
- 5000계 1.2차 도입분은 6도어 차량의 조성에 따른 편성 위치의 교체에 따라 차내의 개조가 시공되고 있다. 휠체어용 차량으로 3.9호차가 지정되면서 휠체어 공간을 가질 5300형(3호차)은 5400형(4호차) 개번에 따라 이 부분의 프리 스페이스화, 프리 스페이스가 있는 5200형(2호차)은 5900형(9호차) 개번에 따라 이 부분의 휠체어 공간화가 각각 실시되고 있으며 5900형(9호차)은 5300형(3호차) 개번에 따른 개조는 이루어지지 않고 있다.
- 이 개편에서 사하 5300형에 설치하고 있던 한조몬 선용 유도 무선 안테나를 사하 5400형으로의 설치로 변경했다. 이 안테나는 2010년 7월 현재 5101F는 5300형, 나머지는 5400형으로 설치되어 있다.

### 5차 도입분
- 5108F - 5110F(9량 편성), 사하 5506·5806호(재조성용 6도어 차량), 5159F - 5165F, 5183F·5184F
- 차내 관통문을 자동으로 닫히는 경사식으로 변경(화재 대책 대응), 라인데리아 정풍 판자의 변경(2번째), 매다는 고리의 변경, 손잡이 걸이 중 짧은 것의 나사 회전방지 방법의 변경(2번째), 우선석 스텐션 폴[59]의 설치와 커브 형상으로의 변경, 5080계에 대한 TIP 모니터 탑재, 5080계의 도어 차임 변경(5000계·5050계와 동일하게 됨), 선반 끝의 손잡이 봉 처리 변경, 소화기 변경
- 6도어 차량에서는 선반의 폭을 문 앞까지 확대해 물건을 싣기 쉽게 했다.
- 5080계 5183F 이후는 이 계열에서 처음으로 전락 방지막을 장착.
- 5000계 5106F는 6도어 차량 사양에 맞게 모두 경사레일 기구 부착식의 관통문으로 변경. 덧붙여 5차 차량에 장착된 5409·5410호도 같은 개조가 실시되고 있다.

### 6차 도입분
- 5111F-5114F(9량 편성), 사하 5503·5803·5505·5805호(재조성용 6도어 차량), 5166F-5168F, 5185F-5187F
- 승객용 출입문창이 복층화되어 창 주변의 오목이 없어졌다. 승객용 출입문 안쪽이 화장판 마무리로 출입문 버팀쇠 부분에는 JR E233계와 마찬가지로 노란 마킹, 출입문부에 노란색 표지를 붙이고 연결면 관통문 역시 화장판 마무리로 변경. 또 5167F 이후에서는 승객용 출입문 내부에 호차 번호가 표기된 점자 스티커가 첨부되었다[60].
- 사이드 등을 전구 2개에서 LED로 변경(Y500계를 포함 5차 도입분 이전의 차량도 교체).
- 개편을 실시한 5105F·5103F 에서도 화장판 부가로 자동개폐 부가 관통문으로 교체되고(다만 쿠하 5000형만 문의 교환은 실시하지 않고), 측면의 출입문 버팀쇠부와 출입문부에 노란색 표시 추가를 실시. 덧붙여 6차 도입분에 장착된 사하 5411-5414도 같은 개조가 실시되고 있다.

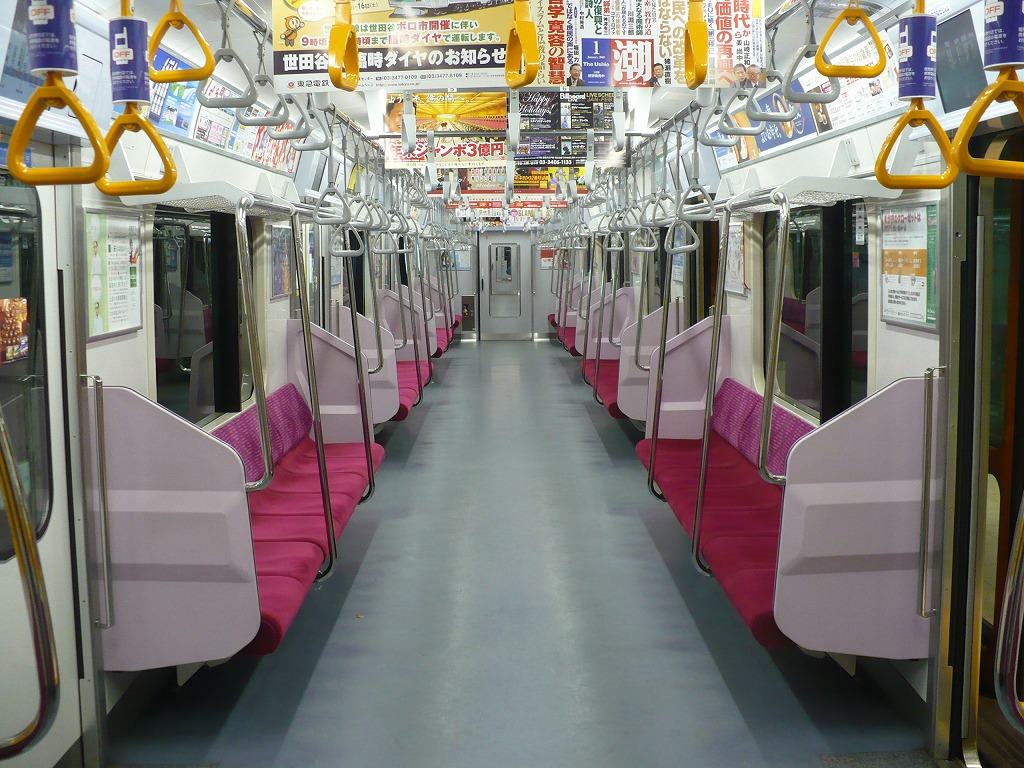
5080계 6차 도입분, 5185F 내부
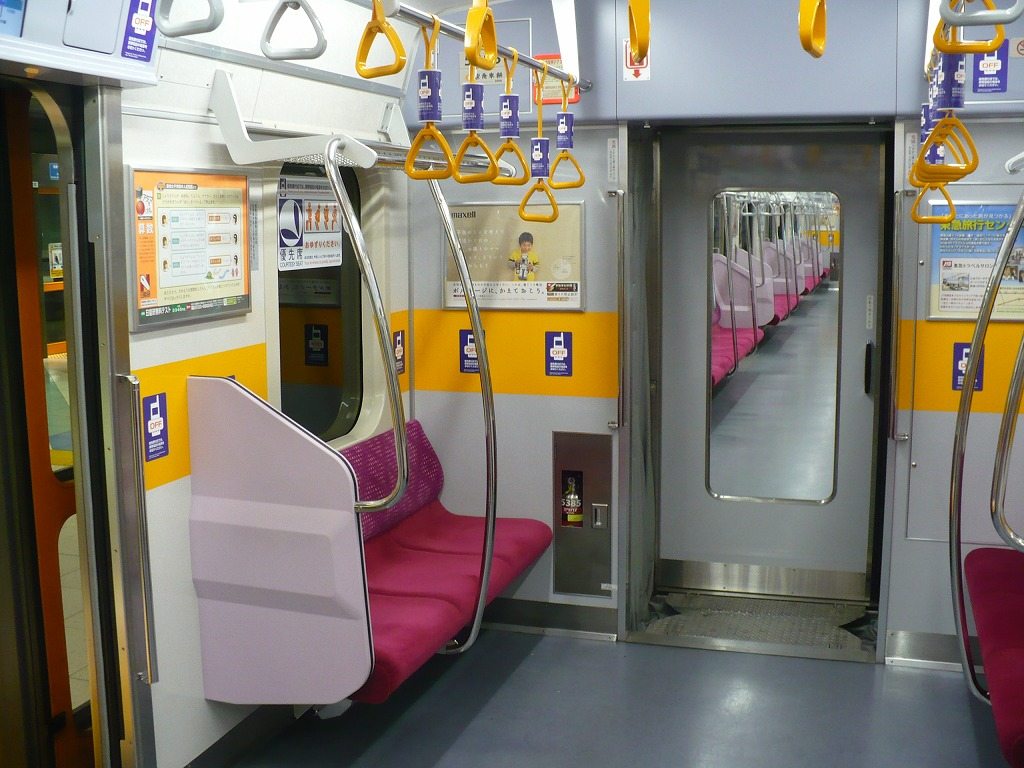
5185F의 우선석부

### 7차 도입분
- 5115F·5116F(9량 편성), 5117F·5120F(10량 편성), 사하 5502·5802호(재조성용 6도어 차량), 5188F-5190F
- 승객용 출입문 미닫이틀 하부에 출입문 개폐 표시등의 설치
- 개편을 실시한 5102F에서도 전술한 5105F·5103F의 개조와 함께 출입문 개폐 표시등의 설치가 실시되고 있으며 7차 차량에 장착된 사하 5415·5416 같은 개조가 시공되고 있다.
- 배장기(스커트)를 강화형으로 변경
- 전동 공기 압축기를 스크루식에서 이동식으로 연식 변경
- 좌석 옆의 칸막이 형상을 6000계와 동일한 제품으로 변경
- 일반석부 좌석 주위의 손잡이를 우선석부처럼 커브를 띤 형상으로 변경
- 좌석 앞의 작은 쪽의 손잡이 높이를 바닥 위 1,530mm에서 1,580mm로 변경
- 비상용 사다리 소형화
- 5000계의 차장 스위치를 릴레이식으로 변경(그 뒤 전편성에서 릴레이식으로의 개수를 실시)
- TIP커버의 형상 변경(표면의 문턱을 없앤다)

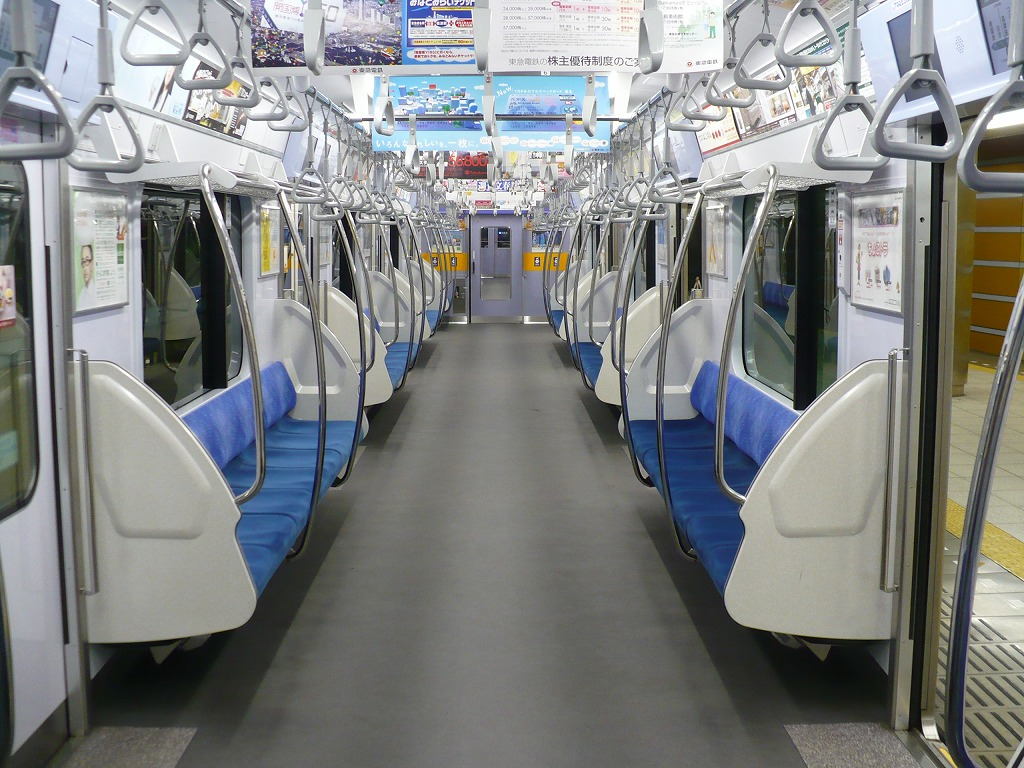
5000계 7차 도입분(데하 5216호의 차내 칸막이의 변경이나 손잡이 높이의 변경이 보인다

### 8차 도입분
- 5118F·5119F(6량 편성), 5121F(10량 편성), 5122F(7량 편성), 사하 5405-5410·5417·5420호(재조성용 6도어 차량)
- 7차 도입분으로부터의 대폭적 사양 변경은 없다.
- 도요코 선용 5000계는 잉여 5000계 중간차를 조성하기 위해 신조차는 8량 이하로 되어 있다.

### 2010년도 생산분
- 사하 5404호, 5169F·5173F·5174F(8량 편성), 5170F-5172F(6량 편성)
- 5050계에서는 2013년 3월 16일부터 시작된 도쿄 지하철 후쿠토신 선으로의 직결 운행때문에 해당 노선의 1인 승무 대응 기기가 추가되었다.
- 운전대에 차상 ITV 모니터 화면의 설치, 1인 승무 대응 기기의 설치 등 레이아웃의 대폭적인 변경을 실시.
- 차상 ITV 모니터 설치에 따른 선두 차 전면 창 상부에 차광 필름을 부착.
- 큰 창과 승무원실 칸막이문 창이 5080계와 같은 차광 유리로 변경

### 2013년도 생산분
2013년 생산분 중에서 특필해야 할 차량이 사하 5576호로 5월 중순에 도요코 선에 도입되었다. 이 차량은 도큐 전철과 종합 차량 제작소(J-TREC)가 공동 개발한 차세대 스테인리스 차량 'sustina'를 채용한 제1호 차량으로 차체 구조의 변경이나 뼈대의 경량화에 의해 알루미늄 차량과 같은 경량화를 도모하고, 차체 조립시의 용접을 기존의 스폿 용접에서 레이저 용접에 의한 연속 용접으로 변경하여 차량의 수밀성이 향상되고, 수지 스티커를 사용한 실링이 불필요하게 되어 차체 측면은 홈통(빗물받이)·도어·창 부근 등의 불균형을 줄여 거의 평면이 되었다. 내부는 실내 측면을 플랫화해서 내부 롤바 구조의 채용으로 차체 측면에서의 충돌 안전성이 향상되었다. 또한 제작 인력 삭감에 의한 제작 비용의 저감을 도모하고 있다.

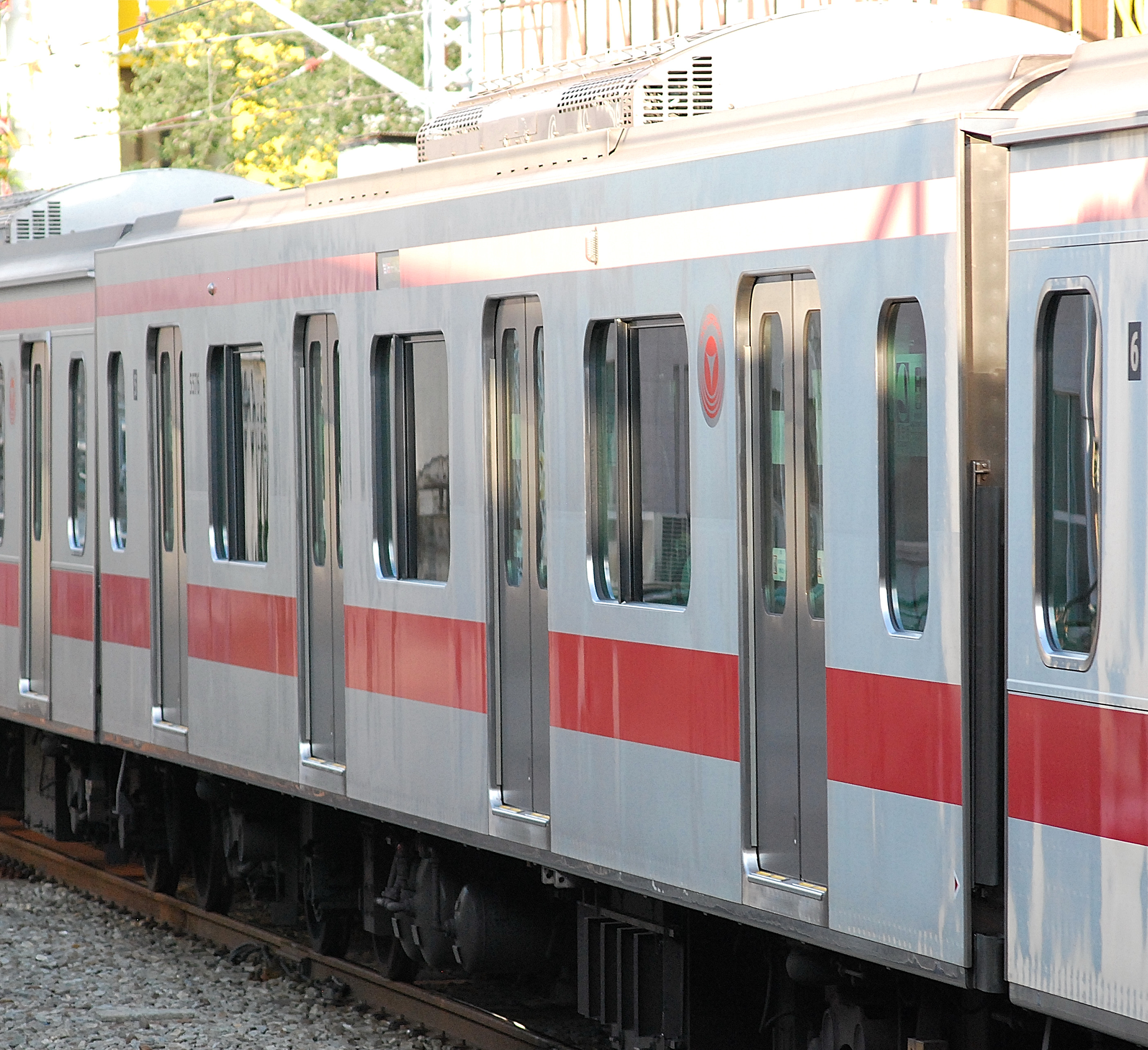
'sustina'를 채용한 사하 5576호. (2013년 9월 29일 지유가오카)
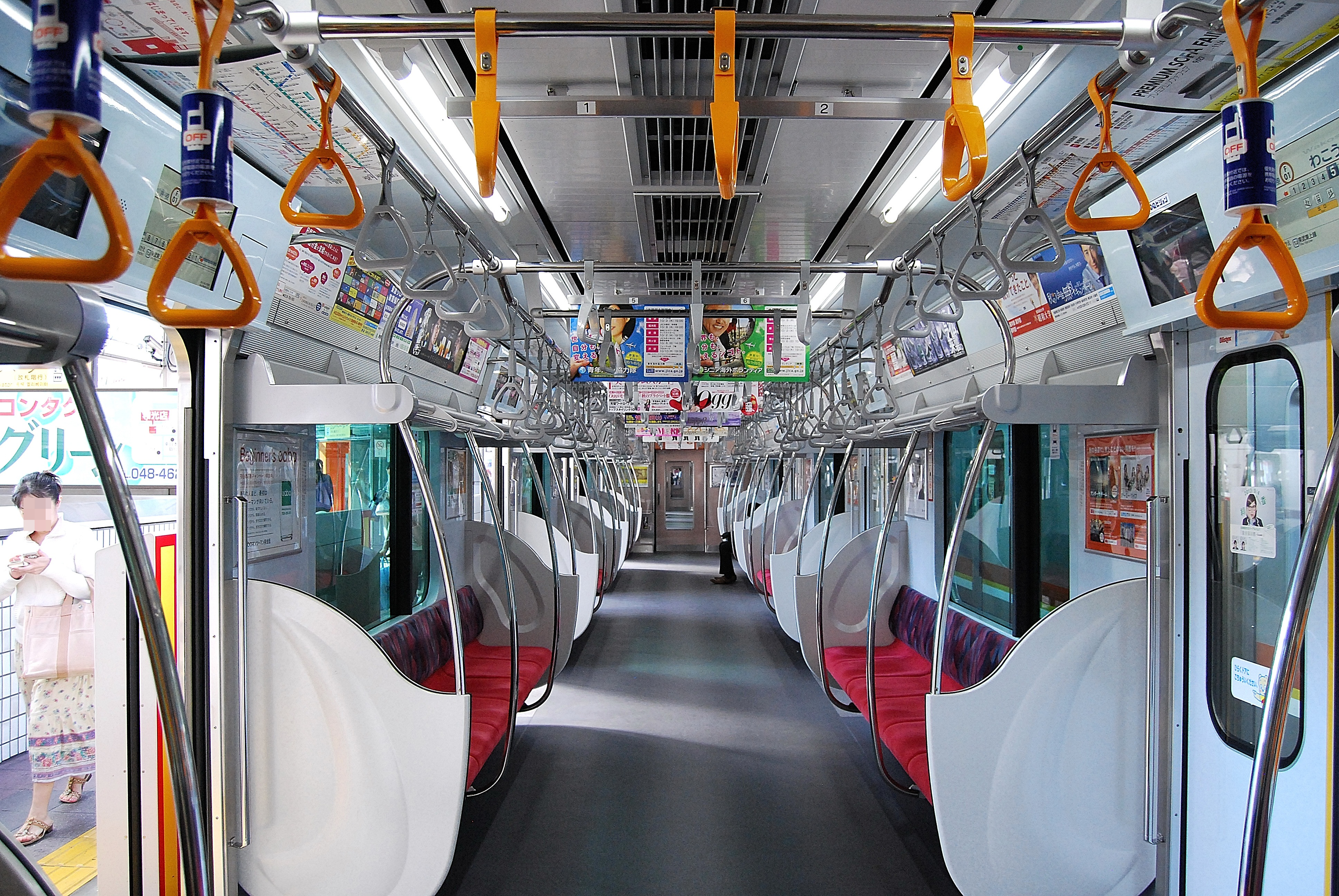
사하 5576호의 차내, 왼쪽 칸막이에서 좌우의 선반을 경유하여 오른쪽 칸막이로 이어져 좌우의 선반 부근에서 그 일부가 차체 측면으로 이어져 내부 롤바가 설치되었다.
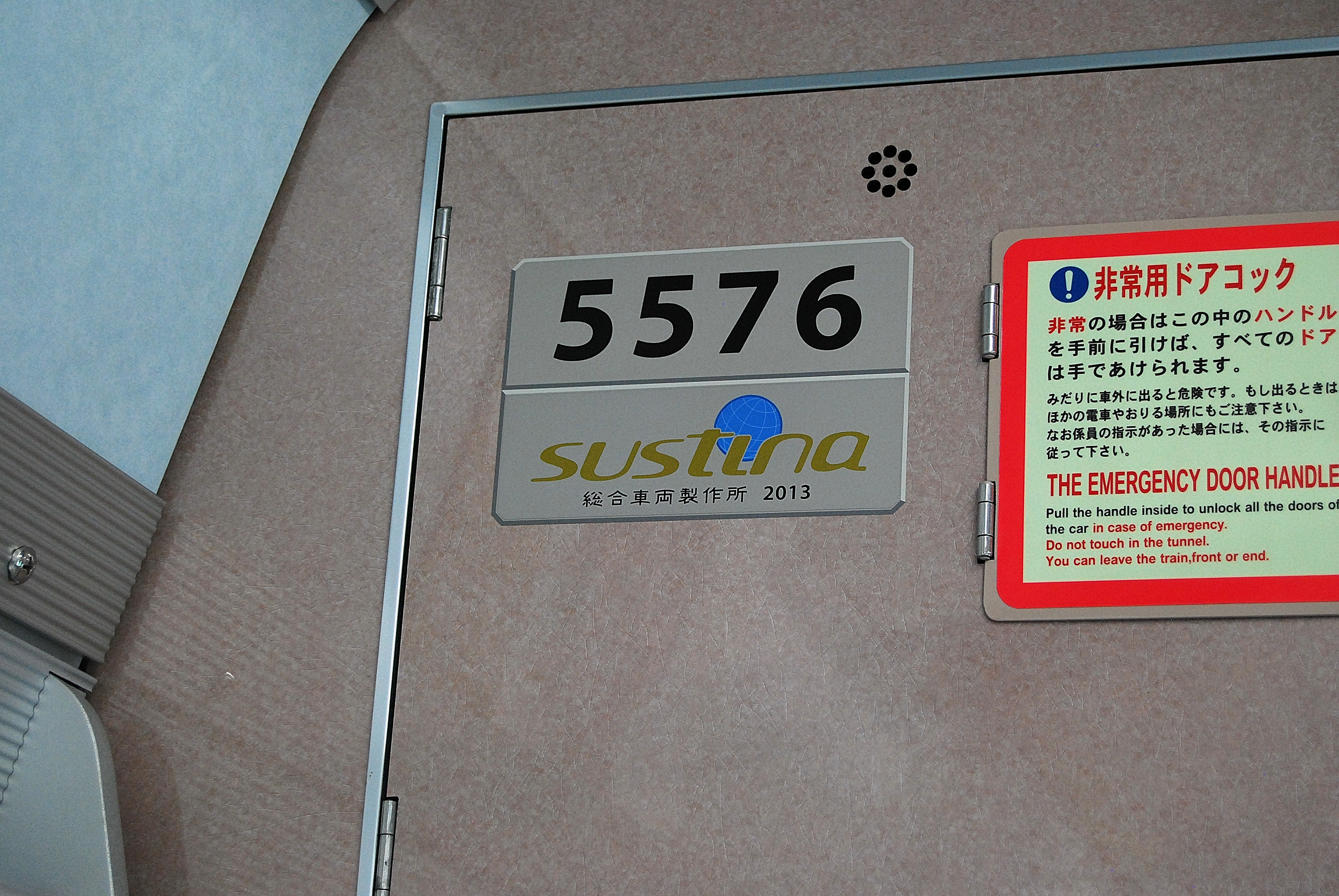
사하 5576호의 내부 처면 위에는 차량 번호 표시 아래에 sustina의 표시가 있다.

## 특별한 운용
- 덴엔토시 선용의 5101F의 운용 개시부터 1개월간은 'Series 5000 Debut!'와 디자인된 헤드 마크를 장착하여 운용되었다.
- 도요코 선에서는 5050계 5151F·5152F가 운용 개시부터 1개월간 '5050계 데뷔'로 표기된 2편성으로 다른 디자인의 헤드 마크를 장착해 운용되었다.
- 2007년 7월 12일부터 다음 해 2008년 6월 30일까지 5050계 5159F가 '도요코 선 개업 80주년 기념 열차'로 운행되었다. 이 편성에는 선두차 전면에 헤드 마크가 부착되어 출입문과 창 사이에는 도요코 선 각역 주변의 풍경 그림 스티커가 첨부되었다. 또한 운행 개시 첫날에는 시부야에서 모토스미요시까지 초대 제작 기념 열차로 충당되었다.
- 더 나아가 같은 해 7월 21일부터 8월 31일까지 '가면 라이더 덴오 스탬프 랠리'가 개최됨에 따라 5050계 5160F가 '가면 라이더 덴오 랩핑 트레인'으로 운행되었다.
- 2007년 7월 15일 운행분부터 '미나토미라이호'(사이타마 고속 철도 우라와미소노 역 발착 열차)에서는 사이타마 고속 철도 2000계 대신 5080계로 운용되고 있다. 다만 당일의 '미나토미라이호'는 태풍의 접근으로 운행이 중지되어 실제로 운용된 것은 같은 해 10월 27일부터이다. 전면의 헤드마크는 차내 측에서 표출되고 있었다. 종별·행선 표시기의 표시된 귀로는 '급행 우라와미소노'가 되고 있었지만, 경로는 '급행 모토마치·주카가이'가 아닌 '임시'였다.

## 참고 문헌
5050계·5080계
- 이치카와 히로유키 '신차 가이드 도쿄 급행 전철 5000계' 『철도팬』 2002년 6월호(통권 494호), 교우사.
- 미즈타 다이치 '도쿄 급행 전철 5000계' 『철도 픽토리얼』 2002년 7월호(통권 719호), 철도 도서 출판회.
- 교우사 편집부 'CAR INFO도큐 전철 메구로 선용 5080계' 『철도팬』 2003년 3월호(통권 503호), 교우사.
- 가미오 준이치 '도쿄 급행 전철 5000계·5080계' 『철도 픽토리얼』 2003년 10월 임시 증간호(통권 738호)특집·철도 차량 연감 2003년판, 철도 도서 출판회.
- 콘노 마사오 '도쿄 급행 전철 5000계의 개요' 『철도 픽토리얼』 2003년 12월호(통권 740호), 철도 도서 출판회.
- 가미오 준이치 '도쿄 급행 전철 5000계 전철' 『차량 기술』 2002년 9월호(통권 224호), 일본 철도 차량 공업회.

5050계
- 교우사 편집부 'CAR INFO 도쿄 급행 전철 5050계' 『철도팬』 2004년 5월호(통권 517호), 교우사.
- 모치즈키 토시아키 '도쿄 급행 전철 5050계' 『철도 픽토리얼』 2004년 10월 임시 증간호(통권 753호) 특집·철도 차량 연감 2004년판, 철도 도서 출판회.

5000계 6도어 차량
- 모치즈키 토시아키 '신차 가이드 도쿄 급행 전철 5000계 6도어 차량' 『철도팬』 2005년 5월호(통권 529호), 교우사.
- 모치즈키 토시아키 '도쿄 급행 전철 5000계 6문 차량' 『철도 픽토리얼』 2005년 10월 임시 증간호(통권 767호) 특집·철도 차량 연감 2005년판, 철도 도서 출판회.

전반
- 가미오 준이치 '차량 총설' 『철도 픽토리얼』 2004년 7월 임시 증간호(통권 749호) 특집·도쿄 급행 전철, 철도 도서 출판회.
- 야마구치 유우지 '도큐 8000계 패밀리의 기록 3' 『철도팬』 2006년 11월호(통권 547호), 교우사.

5050계 4000번대
- 교우사 '철도팬' 2011년 7월호 CAR INFO '도큐 5050계 4000번대'(자료제공·취재협력: 도쿄 급행 전철)
- 철도 도서 출판회 '철도 픽토리얼' 2011년 7월호 기사 '도쿄 급행 전철 5050계 4000번대'
- 네코·퍼블리싱 '레일 매거진' 2011년 7월호 HOT NEWS '도쿄 급행 전철 5050계 4000번대'(취재협력: 도쿄 급행 전철)